# Szöul
Szöul a Koreai Köztársaság fővárosa és egyben legnagyobb városa is, különleges igazgatású város a Koreai-félszigeten, a Koreai demilitarizált övezettől délre. A dél-koreaiak egynegyede lakik itt, elővárosokkal együtt az ország lakosságának csaknem a fele.
A Han folyó két partján fekvő város történelme i. e. 18-ra nyúlik vissza, a mai Szöul délkeleti részén ekkor alapította meg a fővárosát Pekcse (Baekje), a három koreai királyság egyike. Szöul a történelmi Korea fővárosa volt 1394-től 1948-ig, egy rövid időszaktól (1399–1405) eltekintve.
2012-ben a világvárosok listáján a nyolcadik helyet foglalta el, a világ egyik pénzügyi és kereskedelmi központja. Itt található a legnagyobb koreai konglomerátumok, például a Samsung, az LG Group és a Hyundai székhelye. A Forbes magazin 2008-ban a világ hatodik gazdaságilag legerősebb városaként jelölte meg. Szöul az ázsiai országok egyik legkedveltebb turisztikai célpontja, többek között a thaiok, a japánok és a kínaiak körében is, részben a koreai hullám hatásának köszönhetően.
Szöul rendkívül fejlett informatikai infrastruktúrával rendelkezik. Itt vezették be először a DMB mobiltévét és a vezeték nélküli nagy sebességű mobilinternetet. A városban vezeték nélküli széles sávú internet (WiBro) hotspotok találhatóak.

## Nevei és jelképei
A mai Szöul területén fekvő régi városnak számos neve volt a történelem folyamán: a Pekcse (Baekje)-korban Ürjeszong (Wiryeseong) (위례성; 慰禮城), a Silla-korban Handzsu (Hanju) (한주; 漢州), a Korjo (Goryeo)-időkben Namgjong (Namgyeong) (남경; 南京, „déli főváros”), a Csoszon (Joseon)-korban Hanszong (Hanseong) (한성; 漢城) és Hanjang (Hanyang) (한양; 漢陽) néven ismerték, a japán megszállás alatt pedig Kjongszong (Gyeongseong) volt a neve. A legtöbb koreai várossal ellentétben a Szöul névnek nincs handzsa megfelelője, a város 2005-ig a Hancseng (Hancheng) (漢城, 汉城) kínai írásjegyeket használta, ami a város korábbi nevéhez, a Hanszong (Hanseong)hoz tartozik. 2005 óta Szöul hivatalos handzsája a 首爾 (egyszerűsített: 首尔, Souer (Shou'er)).
A város emblémája a Szöult körülvevő hegyeket, a Napot és a Han folyót szimbolizálja, és egy vidám, táncoló ember alakjára is hasonlít. A zöld hegy a környezet védelmét, a kék folyó a történelmet és a vitalitást, a központi Nap pedig a város jövőképét hivatott ábrázolni. A szimbólumok kalligrafikus ecsetvonásokra hasonlítanak. Az emblémát két híres festő művei: Csong Szon (Jeong Seon) Napfelkelte a Namszan (Namsan) hegy fölött, valamint Kim Hongdo Táncoló fiú című festményei ihlették. Az emblémát 1996 óta használja a város. A város jelmondata angol nyelvű: Soul of Asia („Ázsia lelke”), melyben a Soul szó a város nevét imitálja. Szöul jelképe a Hecshi (Haechi), egy mitikus, oroszlánra hasonlító állat, mely mind a kínai, mind a koreai mitológiában megtalálható. A város jelképét a Kjongbokkung (Gyeongbokgung) palotában álló Hecshi (Haechi)-szobrok alapján rajzolták meg. A kelet-ázsiai városok hagyományait követve Szöulnak is vannak természeti jelképei. Hivatalos virága az aranyfa, fája a páfrányfenyő, madara pedig a koreai szarka (Pica pica sericea); 까치 kkacshi (kkachi)).

Szöul emblémája
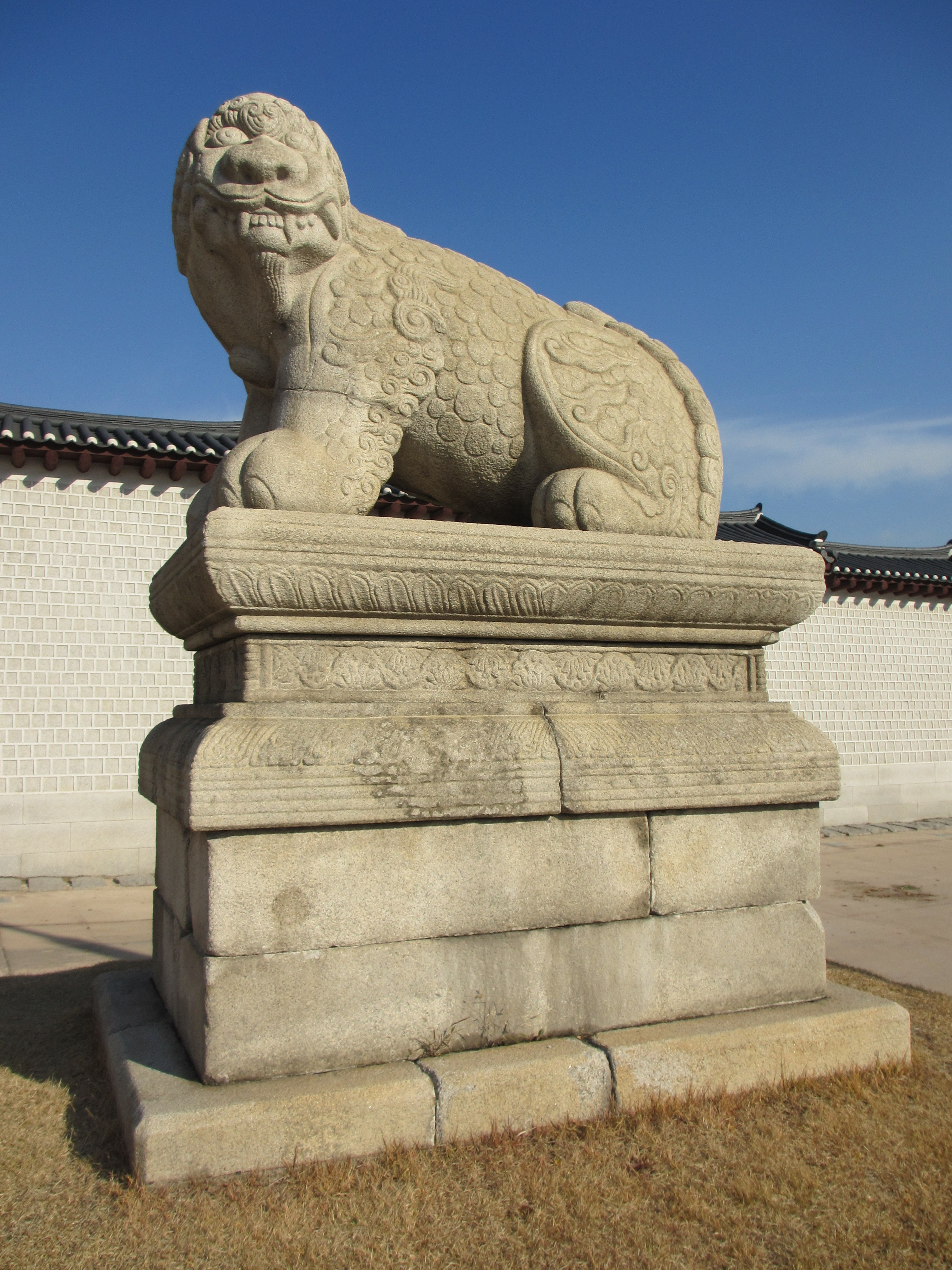
Hecshi (Haechi)-szobor a Kjongbokkung (Gyeongbokgung) palotában
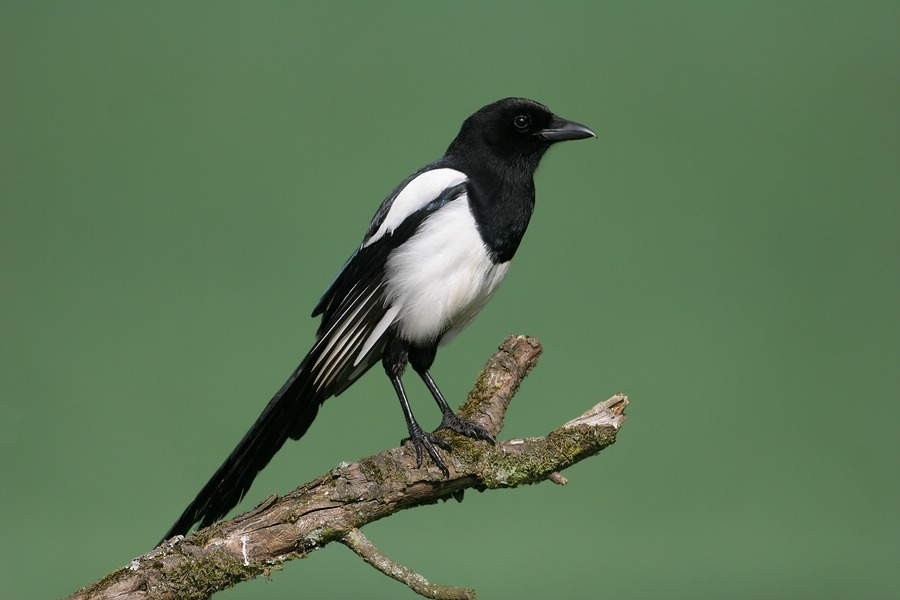
Koreai szarka (Pica pica sericea)
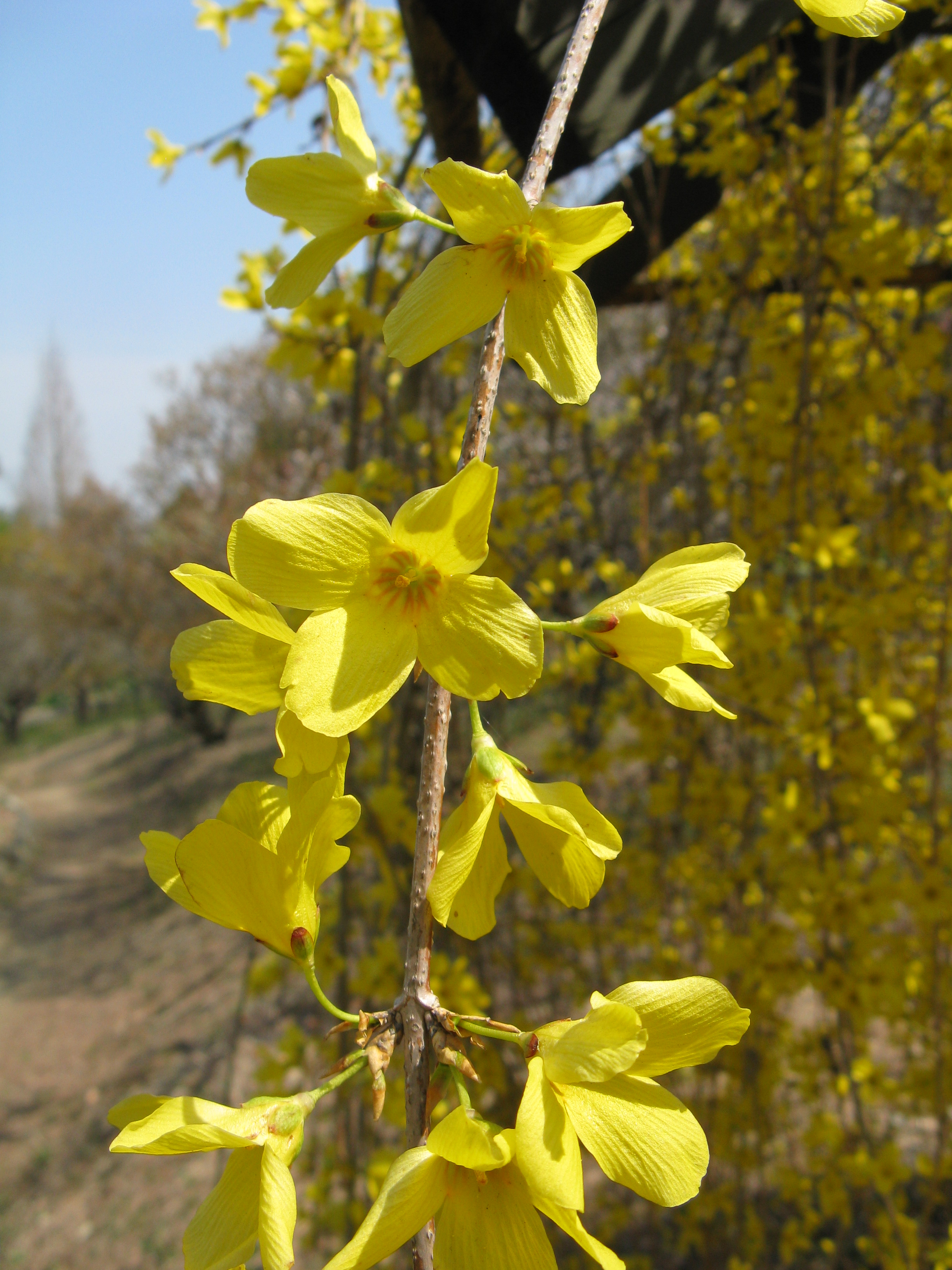
Aranyfa virága
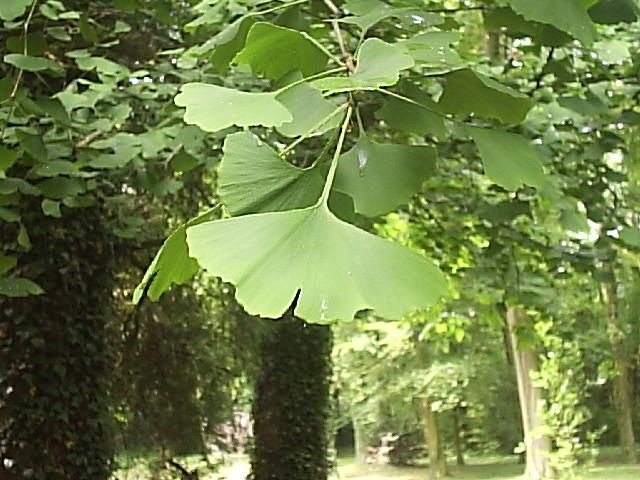
páfrányfenyő

## Földrajza

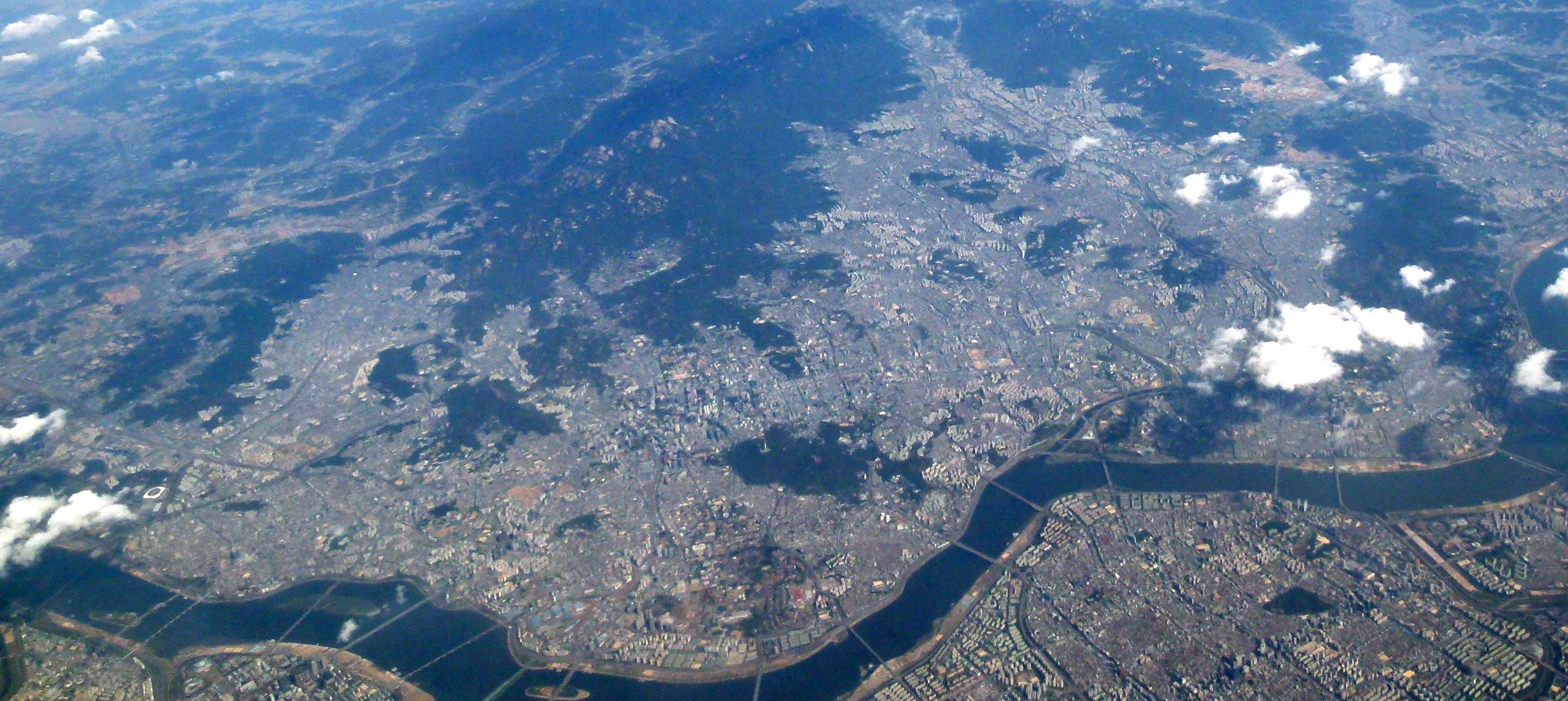
Szöul és a Han folyó a levegőből

A Sárga-tengerbe torkolló Han folyó két partján terül el, területe 2013-ban 605,20 km² volt. A várost erdős hegyek övezik, négy úgynevezett „belső hegy” és négy „külső hegy” veszi körül. A belső hegyek (a Pugakszan (Bugaksan) északon, a Nakszan (Naksan) keleten, az Invangszan (Inwangsan) nyugaton és a Namszan (Namsan) délen) az egykori erődfalon belül találhatóak, a négy külső hegy (a Pukhanszan (Bukhansan) északon, a Jongmaszan (Yongmasan) keleten, a Togjangszan (덕양산, Deogyangsan) nyugaton és a Kvanakszan (Gwanaksan) délen) azon kívül. A folyót követő síkságot dombok, meredek szigethegyek szakítják meg.

### Éghajlata
Éghajlata a monszun által befolyásolt, nedves kontinentális. A tél hideg és száraz, a nyár meleg és fülledt, a csapadék zöme is nyáron hullik. Az időjárási jellegzetességek miatt a legkellemesebbnek a tavaszi és őszi hónapok számítanak. Tavasszal Kína felől homokviharok érkezhetnek. A legmagasabb hőmérsékletet augusztusban mérik, a legalacsonyabbat januárban. 2012-ben 110 esős napot számoltak, a levegő átlaghőmérséklete pedig 12,2 °C volt.
| Hónap                                       | Jan.  | Feb.  | Már.  | Ápr. | Máj. | Jún. | Júl. | Aug. | Szep. | Okt. | Nov.  | Dec.  | Év    |
| ------------------------------------------- | ----- | ----- | ----- | ---- | ---- | ---- | ---- | ---- | ----- | ---- | ----- | ----- | ----- |
| Rekord max. hőmérséklet (°C)                | 14,4  | 18,7  | 23,8  | 29,8 | 34,4 | 37,2 | 38,4 | 39,6 | 35,1  | 30,1 | 25,9  | 17,7  | 39,6  |
| Átlagos max. hőmérséklet (°C)               | 1,5   | 4,7   | 10,4  | 17,8 | 23,0 | 27,1 | 28,6 | 29,6 | 25,8  | 19,8 | 11,6  | 4,3   | 17,1  |
| Átlaghőmérséklet (°C)                       | −2,4  | 0,4   | 5,7   | 12,5 | 17,8 | 22,2 | 24,9 | 25,7 | 21,2  | 14,8 | 7,2   | 0,4   | 12,6  |
| Átlagos min. hőmérséklet (°C)               | −5,9  | −3,4  | 1,6   | 7,8  | 13,2 | 18,2 | 21,9 | 22,4 | 17,2  | 10,3 | 3,2   | −3,2  | 8,7   |
| Rekord min. hőmérséklet (°C)                | −22,5 | −19,6 | −14,1 | −4,3 | 2,4  | 8,8  | 12,9 | 13,5 | 3,2   | −5,1 | −11,9 | −23,1 | −23,1 |
| Átl. csapadékmennyiség (mm)                 | 20    | 25    | 47    | 64   | 105  | 133  | 394  | 364  | 169   | 51   | 52    | 21    | 1445  |
| Átl. páratartalom (%)                       | 60    | 58    | 58    | 56   | 63   | 68   | 78   | 76   | 70    | 64   | 62    | 61    | 65    |
| Havi napsütéses órák száma                  | 160   | 163   | 189   | 205  | 213  | 182  | 120  | 152  | 176   | 198  | 153   | 152   | 2063  |
| Forrás: Korea Meteorological Administration |       |       |       |      |      |      |      |      |       |      |       |       |       |

## Történelme

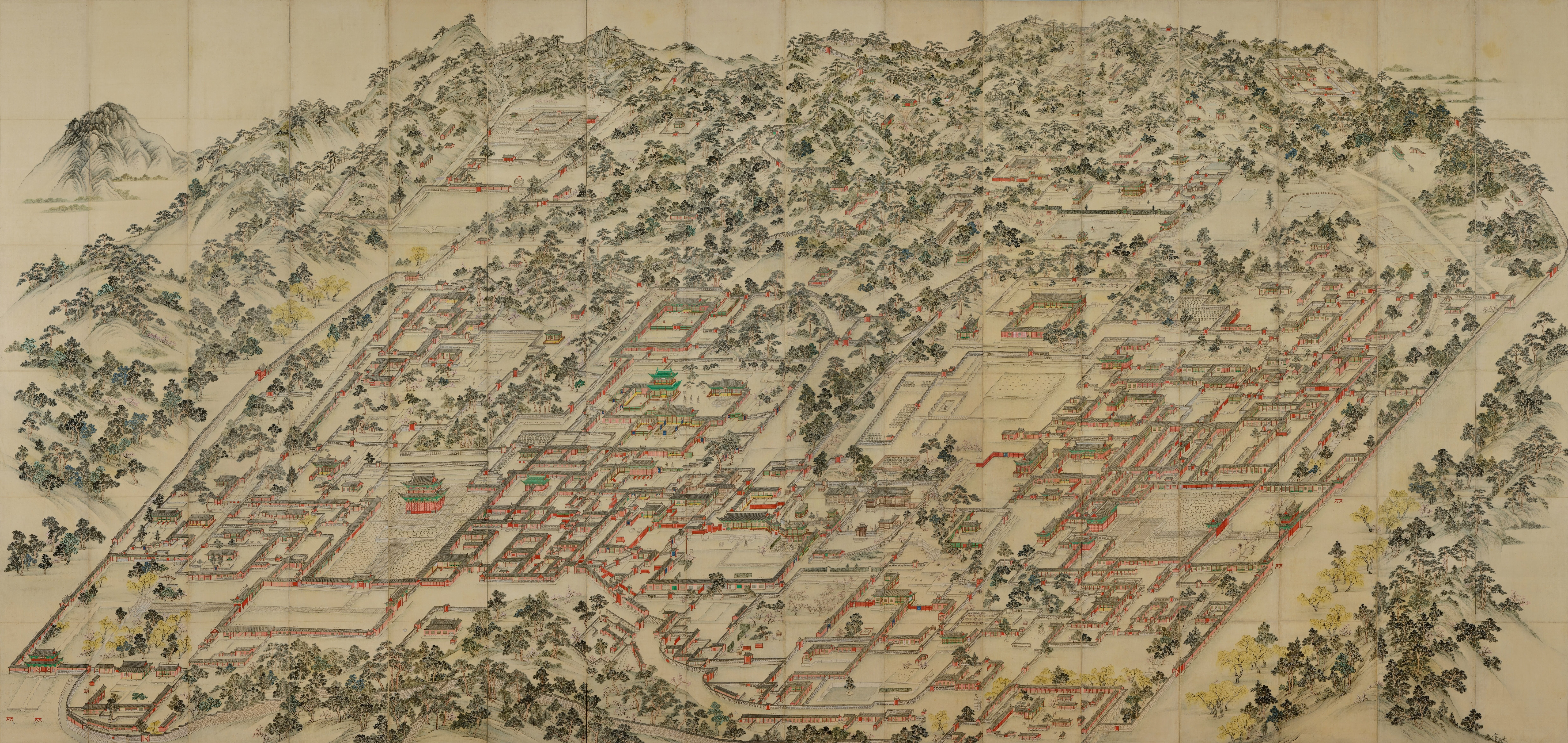
A város ábrázolása 1830 körül

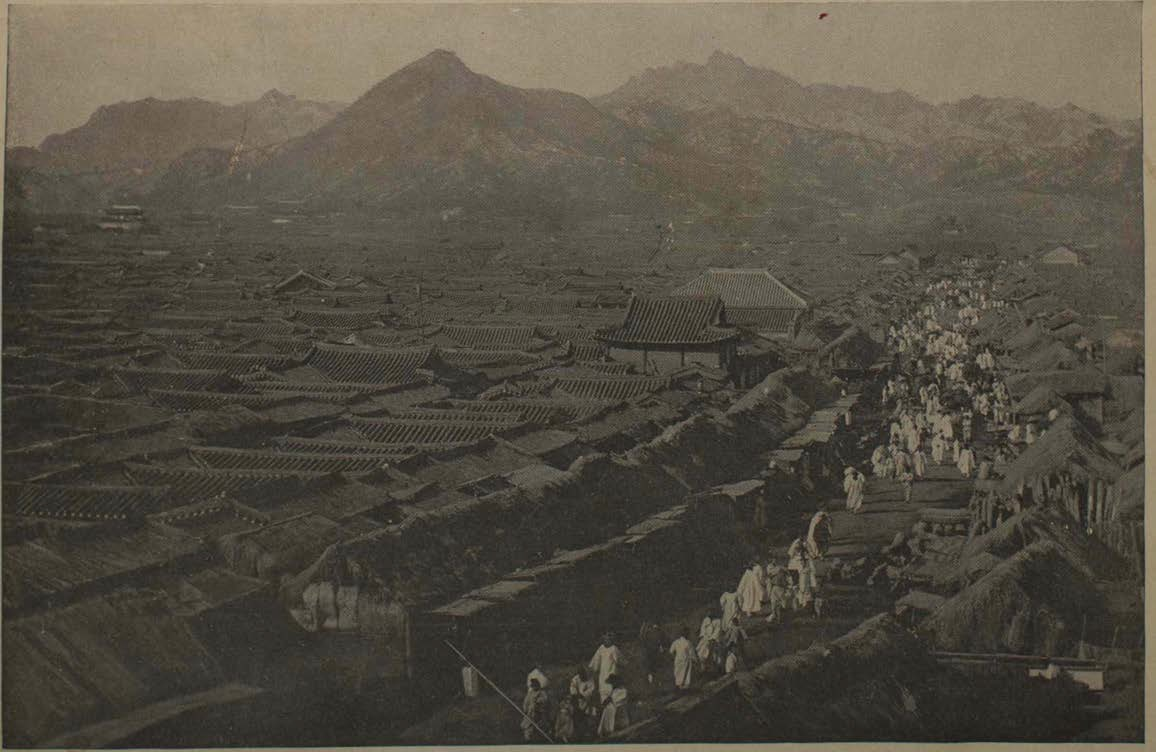
Szöul látképe 1894-ben

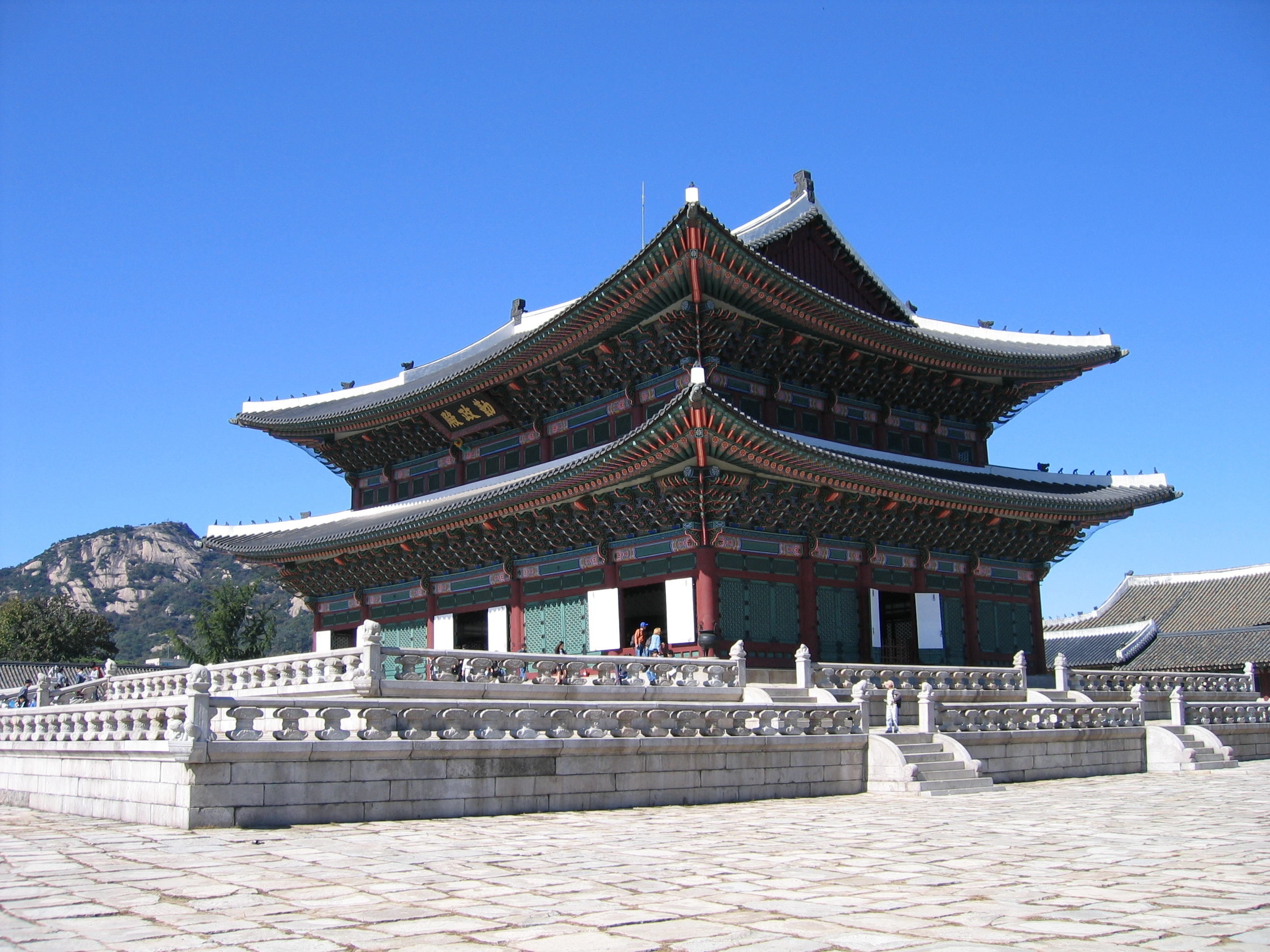
A Kjongbokkung (Gyeongbokgung) palota

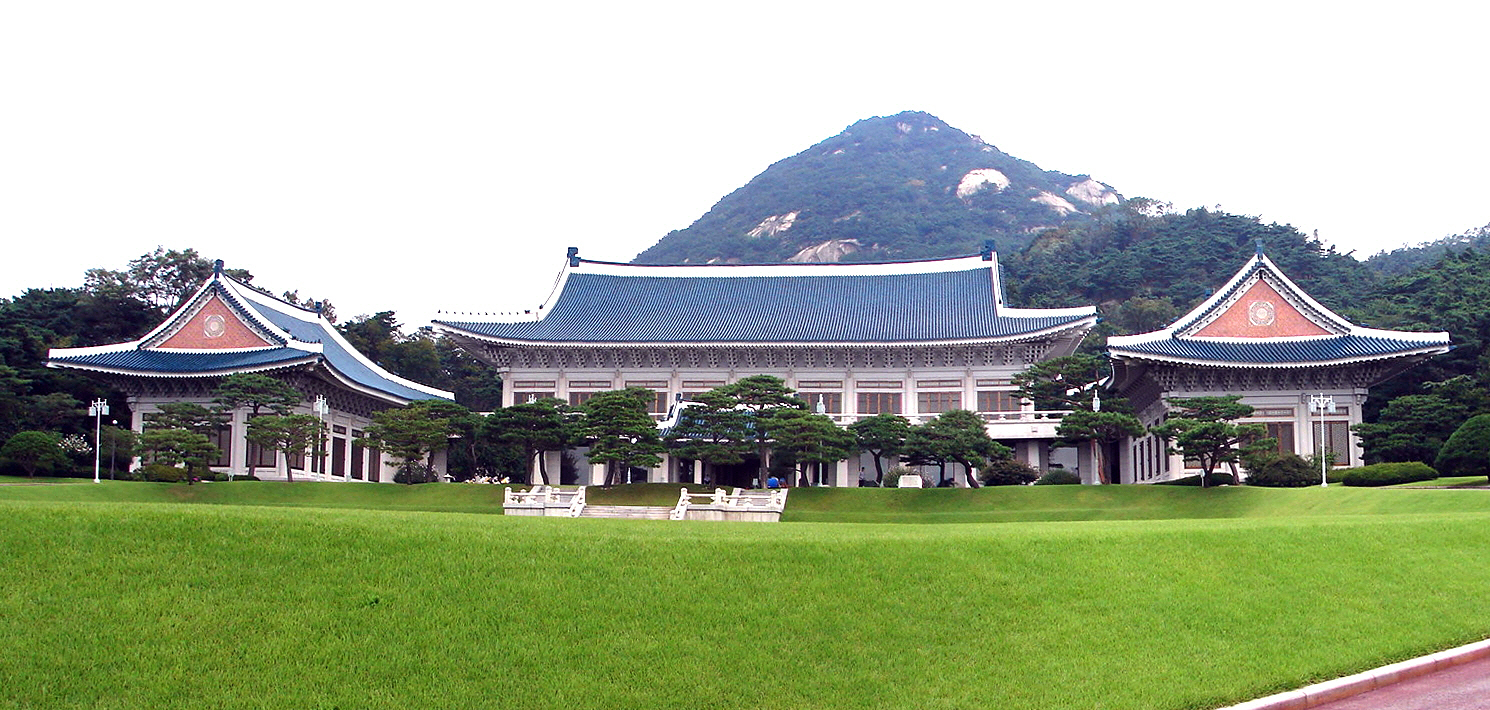
A Kék Ház, az elnök rezidenciája

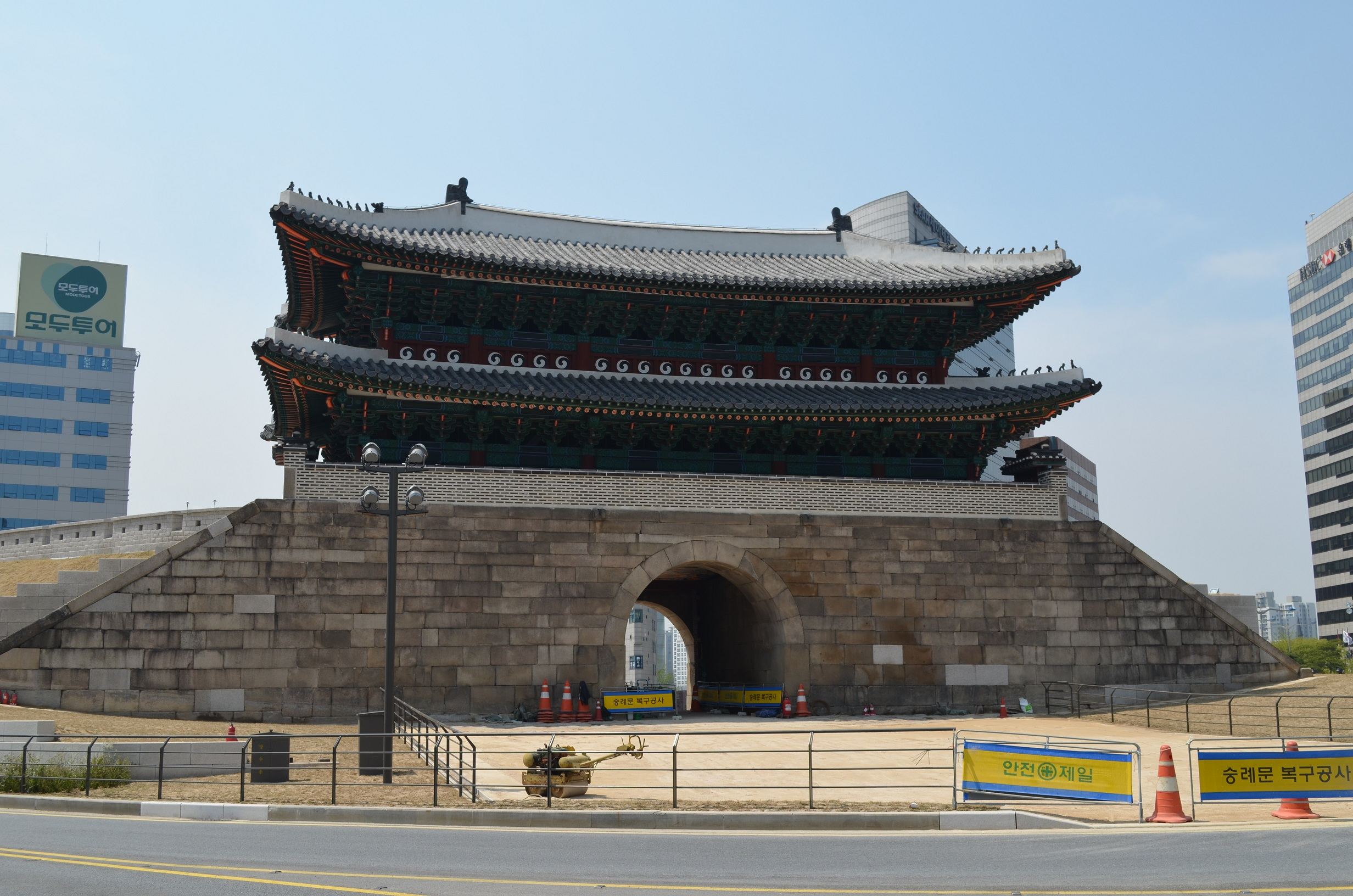
A Namdemun (Namdaemun), Dél-Korea 1. számú nemzeti kincse

A Han folyó környékét, ahol ma Szöul fekszik, i. e. 4000 körül már lakták.
A várost elsőként Pekcse (Baekje) (i. e. 18) fővárosaként említik Ürjeszong (Wiryeseong) néven. Ebből az időszakból falmaradványok ma is találhatóak Szöul területén, a Phungnapthoszong (Pungnaptoseong) földfalról például úgy tartják, az egykori Ürjeszong (Wiryeseong) helyén emelkedik. A város az 5. századtól Kogurjo (Goguryeo), a 6. századtól pedig Silla területéhez tartozott. Korjo (Goryeo) idejében már nagyobb településnek számított.
A város Hanszong (Hanseong) (한성, „erődváros”) néven is ismert volt. A városban a nagy palotaépítési korszak a 11. és 14. század között zajlott. Ekkor építették a ma is álló Cshanggjonggung (Changgeyonggung)ot (창경궁). Ezen kívül számos nyári rezidencia épült. Ekkoriban a főváros Keszong (Gaeseong) volt.
1392-ben a Csoszon (Joseon)-dinasztia első királya, Thedzso (Taejo) foglalta el a trónt, ekkor lett Szöul a főváros, és kezdték el építeni a városfalat is. 1405 és 1412 között épült fel a Cshangdokkung (Changdeokgung) (창덕궁), 1616-ban pedig a Kjonghigung (Gyeonghuigung) (경희궁) palota. 1592-ben, az Imdzsin (Imjin) háborúban a japánok elfoglalták Szöult.
A várost eredetileg masszív erődfal vette körül, mely az állatok, a tolvajok és a támadások ellen védte a várost. A fal nagy része elpusztult, csak a Pugakszan (Bugaksan) hegyen lévő szakasz maradt meg. A városkapuk egy része ma is áll, leghíresebb közülük a Namdemun (Namdaemun) és a Tongdemun (Dongdaemun). A Csoszon (Joseon) időkben a kapukat reggel és este nyitották és zárták, a Posingak (Bosingak) harangok megszólaltatása mellett.
1872-ben a király a Kjongbokkung (Gyeongbokgung)ba (경복궁) vonult vissza. Ezt a palotát az Imdzsin (Imjin)-háborúban lerombolták, majd 1865-ben újjáépítették. 1876-ban a várost ismét elfoglalták a japánok, majd 1910-ben az egész országot. Ekkor a város hivatalos neve Kjongszong (Gyeongseong) (경성 vagy 京城, „főváros”) lett.
A 19. század végén Szöul modernizálódni kezdett, Kelet-Ázsia első városa lett, amelyik elektromos áramot használt a királyi palotában; a rendszert az Edison Illuminating Company építette ki. Egy évtizeddel később már az utcákat is elektromos árammal világították. 1899-ben megindult a villamosközlekedés, 1912-ben pedig megjelent az első taxivállalat.
1945-ben, a japánok fegyverletétele után az amerikai hadsereg szállta meg várost. 1948. augusztus 15-én lett az újonnan létrejövő Koreai Köztársaság fővárosa. A koreai háború alatt többször is gazdát cserélt a város, a fővárost ideiglenesen Puszan (Busan)ba kellett áthelyezni. A háborúban a város nagy része elpusztult, mintegy 191 000 épület és 1000 gyár ment tönkre.
A háború után, az 1960-as évek gazdasági fellendülése magával hozta a népesség növekedését a városban, ahogy egyre több munkás települt be vidékről. Az 1970-es években Szöul területe jóval megnőtt, ahogy a terjeszkedő város bekebelezte a környező megyék településeit. 1974-ben megépült a szöuli metró első vonala.
2012-ben a város népessége Dél-Korea népességének 20%-a volt. Szöul az ország gazdasági, pénzügyi és kulturális központja, számos Fortune 500-listás koreai cég, például a Samsung, az SK Group, a Hyundai, a POSCO és az LG Group székhelye található itt.
A város a sport terén is kiemelkedő, 1986-ban az Ázsia-játékok, 1988-ban a nyári olimpia, 2002-ben pedig a labdarúgó-világbajnokság helyszíne volt.

## Önkormányzat és közigazgatás

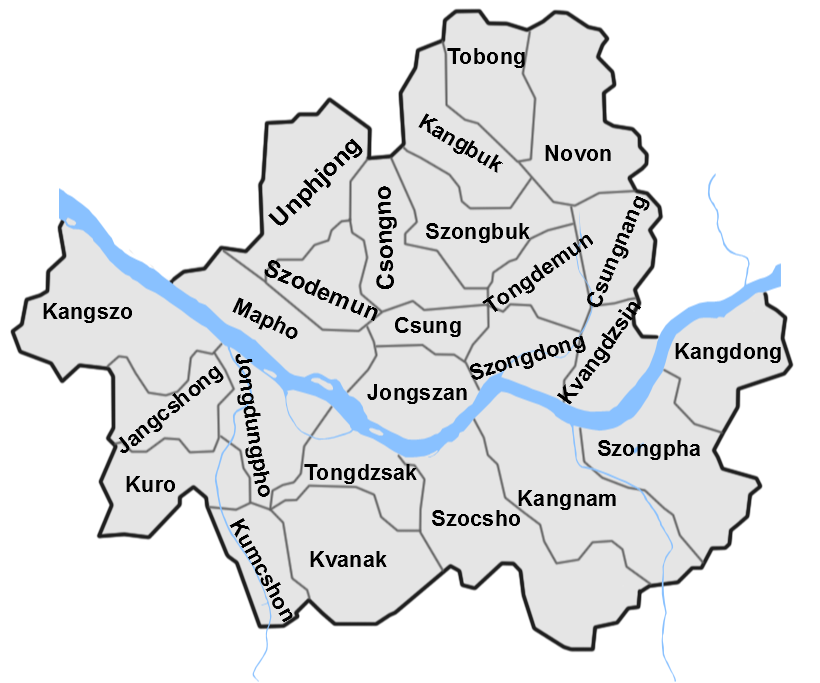
A város közigazgatási felosztása

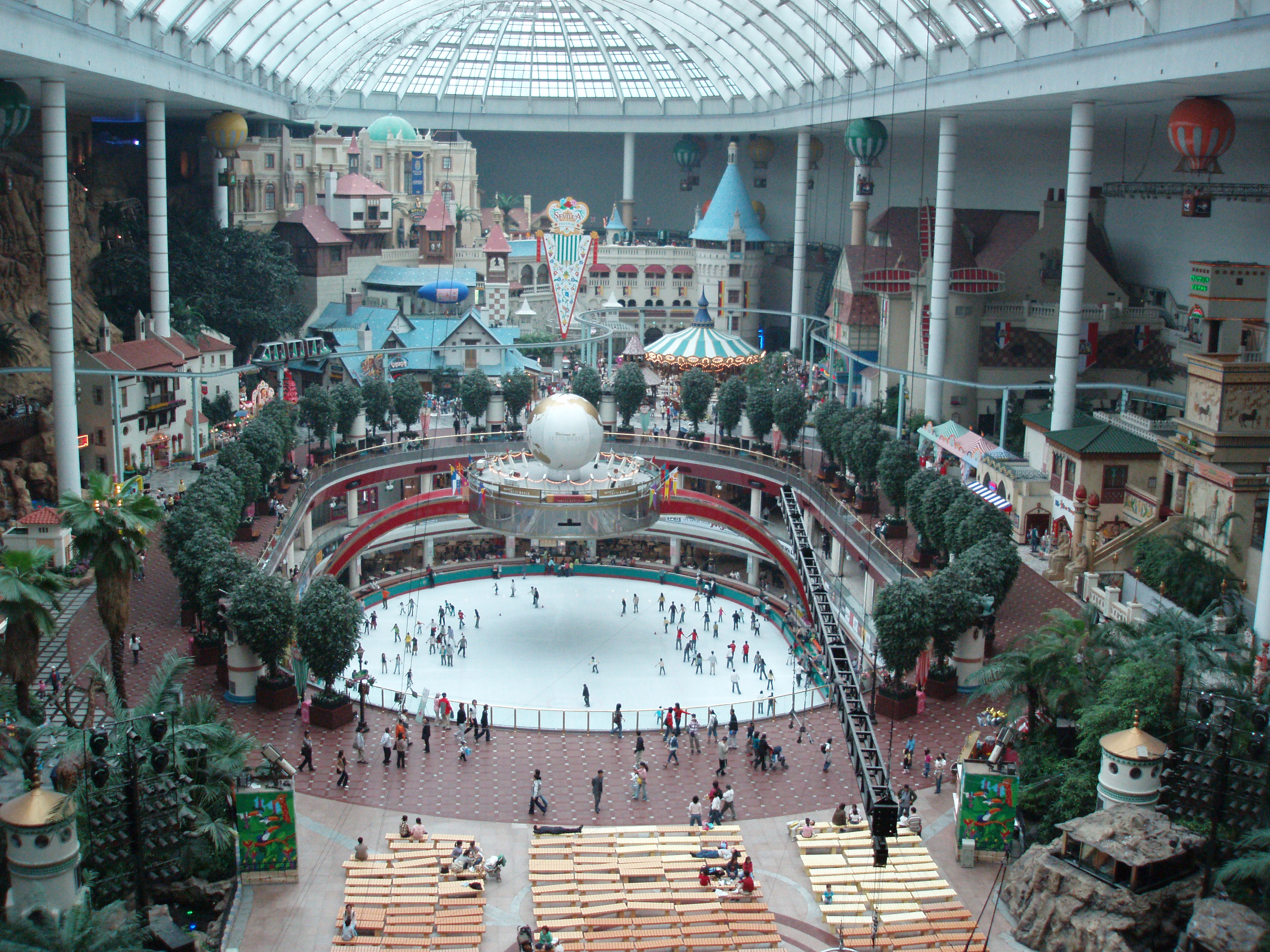
A Lotte World szórakoztató komplexum Szöul legnépesebb kerületében, Szongphában (Songpában) található

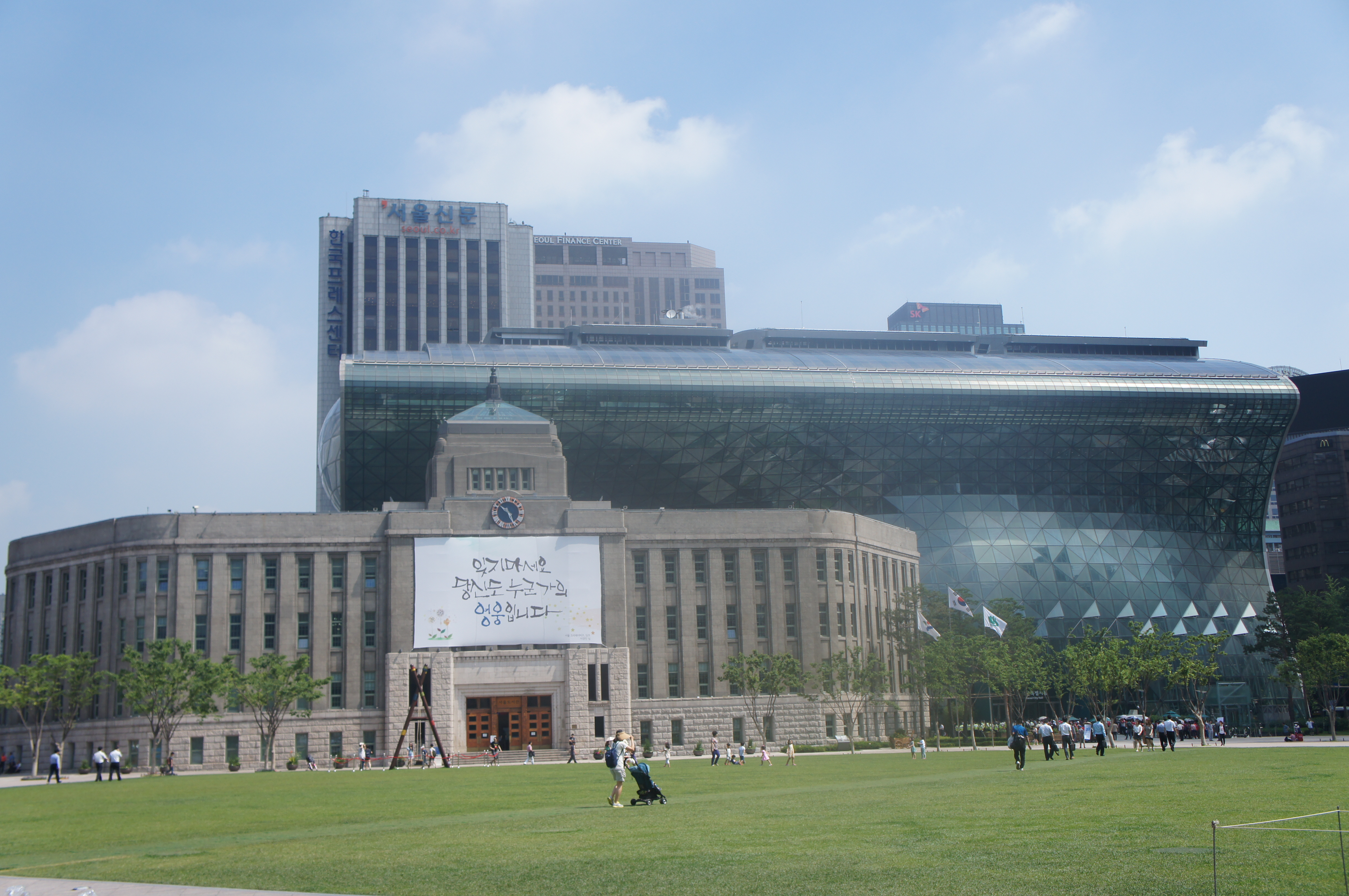
A szöuli városháza Csung (Jung) kerületben található

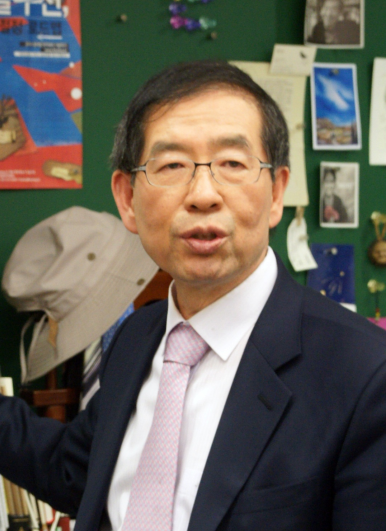
Pak Vonszun (Park Won-sun), Szöul polgármestere 2011 és 2020 között

Szöulnak 25 kerülete (구, ku (gu)) van, melyek összesen 423 tong (dong)ból (동) állnak. A tong (dong) tovább osztható thong (tong)okra (통), ezek száma 2013-ban 12 423 volt. Ezek az adminisztratív egységek tovább oszthatóak pan (ban)okra (반), melyek száma összesen 94 855. A legnagyobb területű kerület Szocsho (Seocho) 47 km²-rel, a legnépesebb pedig Szongpha (Songpa), 2020-ban 667 960 fővel.
| Név                        | Hangul   | Handzsa  | Terület (km²) | Népesség (2012) | Népesség (2015) | Népesség (2020) |
| -------------------------- | -------- | -------- | ------------- | --------------- | --------------- | --------------- |
| Csongno (Jongno)           | 종로구   | 鍾路區   | 23,91         | 165 207         | 161 521         | 149 384         |
| Csung (Jung)               | 중구     | 中區     | 9,96          | 133 360         | 128 478         | 125 240         |
| Csungnang (Jungnang)       | 중랑구   | 中浪區   | 18,50         | 419 295         | 403 237         | 394 702         |
| Jangcshon (Yangcheon)      | 양천구   | 陽川區   | 17,40         | 495 911         | 465 512         | 454 251         |
| Jongdungpho (Yeongdeungpo) | 영등포구 | 永登浦區 | 24,53         | 391 408         | 406 528         | 379 480         |
| Jongszan (Yongsan)         | 용산구   | 龍山區   | 21,87         | 243 232         | 227 282         | 230 040         |
| Kangbuk (Gangbuk)          | 강북구   | 江北區   | 23,60         | 343 157         | 319 992         | 308 055         |
| Kangdong (Gangdong)        | 강동구   | 江東區   | 24,59         | 487 905         | 444 385         | 459 970         |
| Kangnam (Gangnam)          | 강남구   | 江南區   | 39,50         | 564 197         | 541 688         | 539 231         |
| Kangszo (Gangseo)          | 강서구   | 江西區   | 41,43         | 567 431         | 570 507         | 580 185         |
| Kumcshon (Geumcheon)       | 금천구   | 衿川區   | 13,02         | 243 288         | 250 690         | 231 733         |
| Kuro (Guro)                | 구로구   | 九老區   | 20,12         | 427 520         | 444 832         | 404 408         |
| Kvanak (Gwanak)            | 관악구   | 冠岳區   | 29,57         | 523 029         | 519 622         | 495 060         |
| Kvangdzsin (Gwangjin)      | 광진구   | 廣津區   | 17,06         | 371 313         | 368 199         | 346 682         |
| Mapho (Mapo)               | 마포구   | 麻浦區   | 23,84         | 384 644         | 381 330         | 371 890         |
| Novon (Nowon)              | 노원구   | 蘆原區   | 35,44         | 597 189         | 562 996         | 523 037         |
| Szocsho (Seocho)           | 서초구   | 瑞草區   | 47            | 435 044         | 420 804         | 425 126         |
| Szodemun (Seodaemun)       | 서대문구 | 西大門區 | 17,61         | 315 113         | 308 768         | 312 173         |
| Szongbuk (Seongbuk)        | 성북구   | 城北區   | 24,58         | 481 857         | 456 844         | 437 153         |
| Szongdong (Seongdong)      | 성동구   | 城東區   | 16,85         | 299 604         | 295 006         | 293 556         |
| Szongpha (Songpa)          | 송파구   | 松坡區   | 33,87         | 673 115         | 634 941         | 667 960         |
| Tobong (Dobong)            | 도봉구   | 道峰區   | 20,70         | 362 270         | 340 095         | 325 257         |
| Tongdemun (Dongdaemun)     | 동대문구 | 東大門區 | 14,21         | 363 258         | 364 787         | 342 837         |
| Tongdzsak (Dongjak)        | 동작구   | 銅雀區   | 16,35         | 405 491         | 407 894         | 391 220         |
| Unphjong (Eunpyeong)       | 은평구   | 恩平區   | 29,70         | 501 480         | 478 374         | 479 835         |

A Csoszon (Joseon)-korban a várost a Hanszongbu (한성부, Hanseongbu) irányította, melynek élén a polgármesternek megfelelő phanjun (판윤, panyun) állt. A japán uralom idején a városvezetés neve Kjongszongbu (경성부, Gyeongseongbu) volt. A város az amerikai katonai kormány idején, 1946. augusztus 15-én kapta meg a különleges igazgatású független város (특별 자유시, thukpjol-csajusi (teukbyeol jayusi)) címet és lett Kjonggi (Gyeonggi) tartománytól független. 1949. augusztus 15-től különleges igazgatású város.
A Szöuli Városi Önkormányzat élén a polgármester áll, akinek két adminisztratív feladatakot ellátó és egy politikai feladatokat ellátó helyettese van. A jogalkotói szerv a Szöuli Városi Tanács, melynek több mint 100 tagja van, akiknek többségét az adott kerület választja meg, 10 főt pedig az arányos képviselet jegyében választanak meg. A tanács élén az elnök áll, akinek két helyettese van. A tanács tagjai állandó bizottságokban vesznek részt.

## Demográfia
Szöul 2012-ben a legnagyobb népsűrűséggel rendelkező város volt az OECD ázsiai városai között, világviszonylatban pedig a második Párizs után. 2013 decemberében a város lakossága 10,43 millió volt, 1992 óta folyamatosan csökken, melynek okaként a magas költségeket és az elöregedő lakosságot nevezték meg. 2013-ban a lakosok közül 5,15 millió volt férfi és 5,28 millió nő. 2018 decemberére a város lakosságának száma 9,76 millióra csökkent.
2010-ben hivatalos regisztrációk alapján 255 501 külföldi élt a városban, 2011-ben pedig 281 780 fő, akiknek 66%-a (186 631 fő) koreai származású kínai állampolgár volt. A külföldiek második legnagyobb csoportja kínai nemzetiségű (29 901 fő), a harmadik csoport pedig amerikai állampolgár (nem számolva a koreai-amerikaiakat; 9999 fő). A negyedik csoportot a Kínai Köztársaság (Tajvan) állampolgárai alkották (8717 fő). 2013-ban Szöulban 245 680 külföldi élt.
Szöul népességének változása hivatalos népszámlálási adatok alapján
| Lakosok száma | 2 444 874 | 3 470 880 | 6 889 470 | 8 366 756 | 10 627 790 | 10 595 943 | 10 297 004 | 10 575 447 | 9 806 538 | 9 668 465 |
|               | 1960      | 1965      | 1975      | 1980      | 1990       | 1995       | 2005       | 2010       | 2018      | 2020      |

## Vallási élete

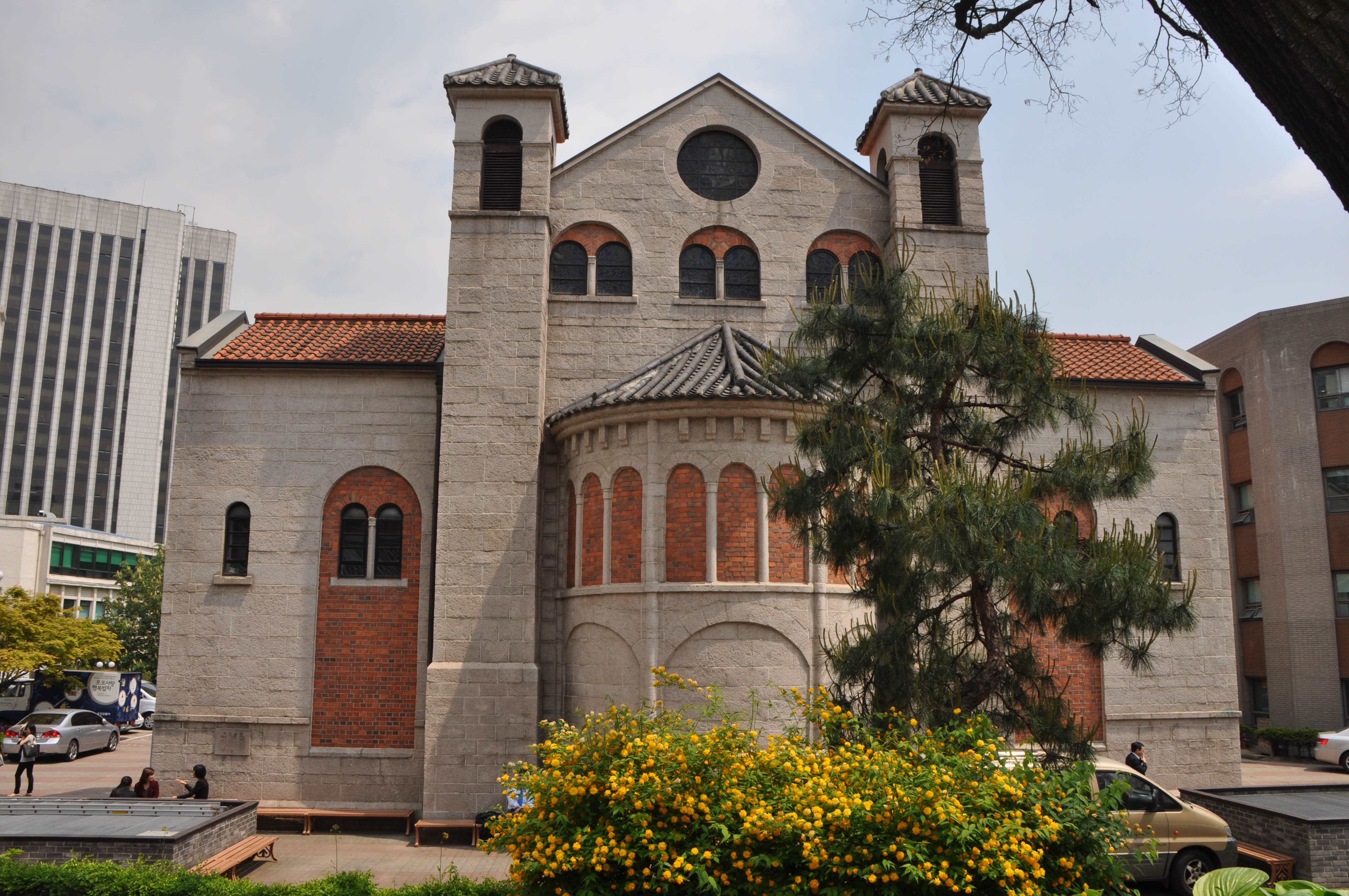
A Szöuli anglikán székesegyház

A 2005-ös népszámláláskor a város 9,7 millió lakosa közül 5,3 vallotta magát vallásosnak, közülük 1,6 millióan voltak buddhisták, 2,2 millióan vallották magukat protestánsnak, 1,3 millióan római katolikusnak, 12 700 fő konfucianistának, 12 505 fő pedig a cshondoizmus (cheondoizmus) követőjének. Mintegy 4,3 millió fő nem tartotta magát vallásosnak. Dél-Koreában a kereszténység rendkívüli mértékben növekszik, aminek köszönhetően Szöulban található a világ egyik legnagyobb keresztény gyülekezete: a pünkösdi-karizmatikus mozgalomhoz tartozó Joidói teljes evangéliumi templomnak egymillió tagja van; a világ 11 legnagyobb keresztény gyülekezetéből 10 található a dél-koreai fővárosban.
Ennek megfelelően a városban számos keresztény templomot emeltek, a Mjongdong (Myeongdong) székesegyház például 1898-ban készült el, Korea első gótikus stílusú épülete volt. Az első metodista templomot Szöulban 1897-ben emelték, ez a Cshungdong (Chungdong) templom. A Szöuli anglikán székesegyház építésének első fázisa 1926-ban fejeződött be, ezt követően mintegy hetven évig félkész állapotban használták az épületet, majd 1996-ban adták át teljesen. Az ortodox kereszténység gyökerei 1900-ra nyúlnak vissza Koreában, a Mapho (Mapo) kerületben található Szent Miklós ortodox templom a koreai háború után épült.
A többi valláshoz képest az iszlám híveinek száma viszonylag kevés Koreában, így Szöulban is, ahol az első mecsetet az 1970-es években építették. A legtöbb mecset a város Ithevon (Itaewon) negyedében található, ahol sok külföldi lakik.

## Gazdasága

### Ipar és pénzügy

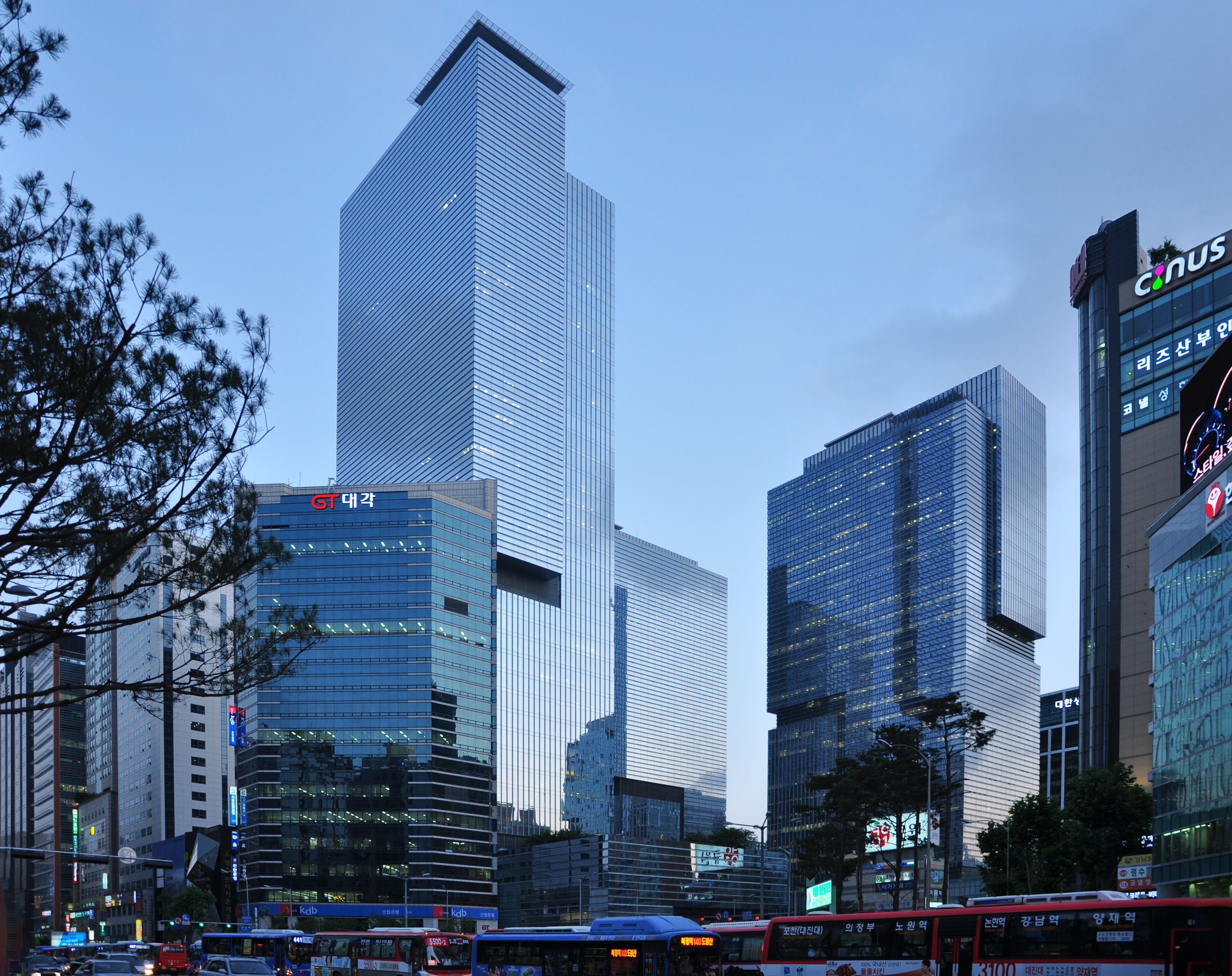
Samsung Town, Szöul

Szöul Dél-Korea gazdasági és pénzügyi központja, 2006-ban az ország GDP-jének 21%-a került ki innen. 2008-ban a Worldwide Centers of Commerce Index 9. helyre sorolta Szöult a kereskedelmi világvárosok sorában. A Global Financial Centres Index 2012-ben a 6. helyre sorolta Szöult a világ legversenyképesebb városai között, a jövőre nézve pedig a 15. helyen rangsorolta a The Economist Intelligence Unit a 2025 legversenyképesebb városai listában.
A hagyományos ipari ágazatokat fokozatosan felváltotta az elektronika, az informatika és az összeszerelő iparágak, azonban az élelmiszeripar és a nyomdaipar továbbra is fontos szerepet játszik Szöul gazdaságában. Itt található a Samsung, az LG Group, a Hyundai, a Kia és az SK csebol (chaebol)vállalatok központja. A jelentős élelmiszeripari vállalatok közé tartozik a Jinro, melynek saját szodzsu (soju)márkája 2011-ben a világ legtöbbet eladott szeszesitalmárkája lett. Az italgyártók között ugyancsak jelentős a Hite és az Oriental Brewery. Az élelmiszeripari cégek között kiemelkedő a Lotte, a Seoul Dairy Cooperative és a Nongshim Group.
Szöul pénzügyi központja az 1980-as évek óta Joido (Youido) szigete a Han folyón, ahonnan azonban a 2010-es években egyre inkább kiköltöznek a vállalatok a magas bérleti költségek miatt. Itt található a Koreai Értéktőzsde (KRX) szöuli kirendeltsége, mely a KOSDAQ részvénytőzsdéért felelős.
A városban található több nagy bank székhelye is, például a nemzeti bank Bank of Korea, a Shinhan Bank, a Korea Exchange Bank, az Industrial Bank of Korea vagy a Korea Development Bank. Utóbbinak Magyarországon is van fiókja. A külföldi bankok közül jelen van többek között a Standard Chartered, a Citibank és a HSBC. A Shinhan Bank Korea legrégebbi bankja, 1897-ben alapították Hanszong (Hanseong) néven.
2013-ban a városban 210 000 munkanélkülit tartottak nyilván, csaknem 50%-uk a 30-59 éves korosztályból került ki.

### Vásárlás
Dél-Korea legnagyobb kis- és nagykereskedelmi piaca, a Tongdemun (Dongdaemun) piac Szöulban található. A népszerű vásárló és szórakoztató központok közé tartozik Mjongdong (Myeongdong), a közeli Namdemun (Namdaemun) piac pedig a város legrégebb óta folyamatosan működő piaca. Sincshon (Sinchon)ban főleg a fiatalok, egyetemisták szeretnek vásárolni.
Inszadong (Insadong) a művészeti vásárok helyszíne, itt hagyományos és modern művészeti alkotásokat lehet vásárolni. A hvangak-tong (hwanghak-dong)i bolhapiacon és a Csanganphjong (Janganpyeong) bolhapiacon régiségeket árulnak.
Ithevon (Itaewon) a külföldi turisták és a városban állomásozó amerikai katonák által leginkább frekventált negyed. Szöul leggazdagabb negyedének Kangnam (Gangnam)ot tartják, itt található például a COEX Mall. A Jongszan elektronikai piac Ázsia legnagyobb, elektronikai termékeket árusító piaca.
Szöul egyik legnagyobb bevásárló központja a Times Square, amely a világ egyik legnagyobb normálfilmes mozivásznával rendelkezik. A világ legnagyobb mozivászna is itt található, a Lotte Cinema World Towerben, mely Szongpha (Songpa) kerületben található.

## Városkép

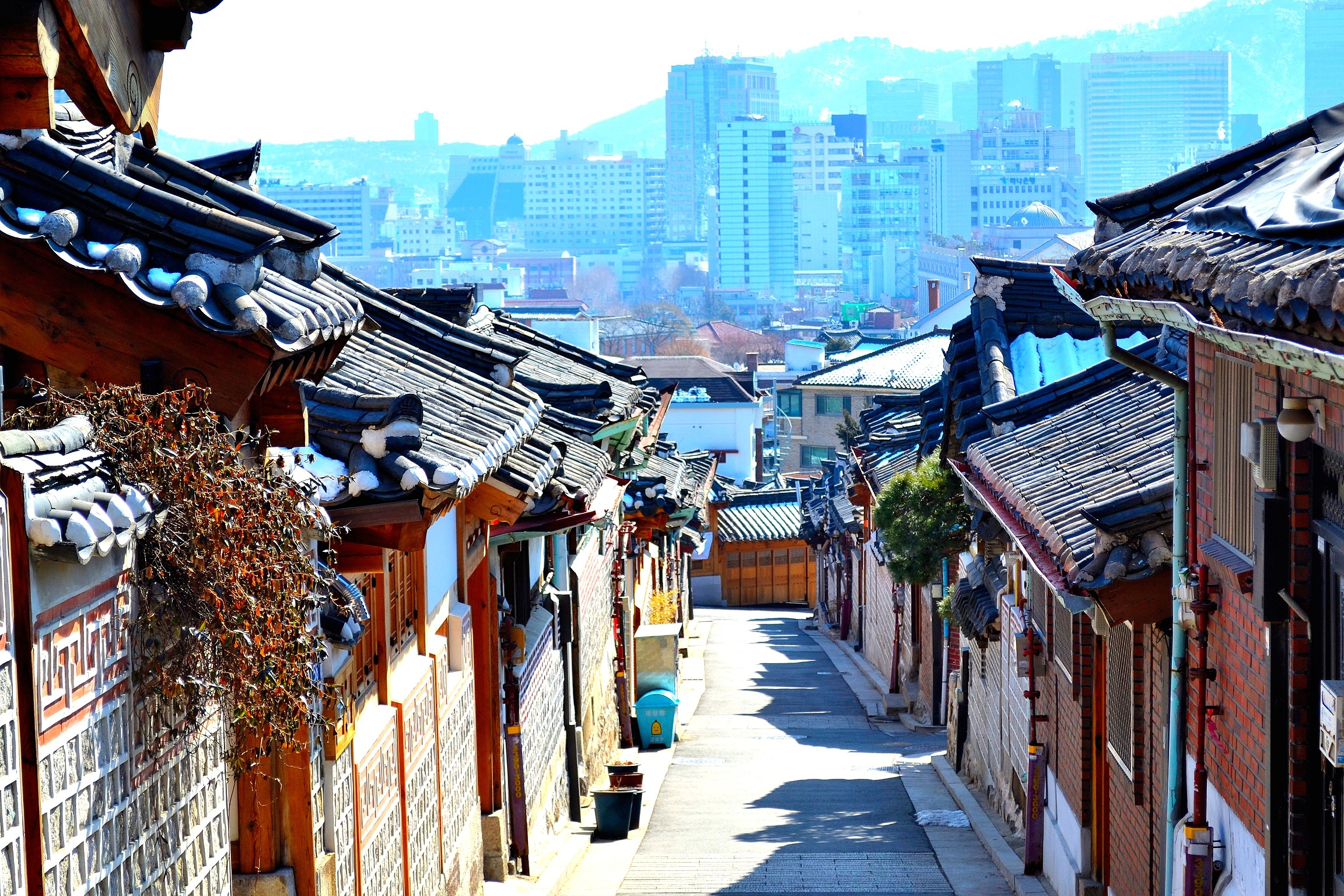
Pukcshon (Bukchon) hanokfalu

A Csoszon (Joseon)-dinasztia fővárosaként Szöul (akkoriban Hanszong (Hanseong)) gondosan megtervezett város volt, melyet 17 kilométer hosszú erődfal vett körül négy fő kapuval és négy mellékkapuval. Az utcák, épületek, paloták és a városfal elhelyezkedését is a fengsuj elvei alapján alkották meg. Szöul öt királyi palotája – a Cshangdokkung (Changdeokgung), a Cshanggjonggung (Changgyeonggung), a Tokszugung (Deoksugung), a Kjongbokkung (Gyeongbokgung) és a Kjonghigung (Gyeonghuigung) – Csongno (Jongno) és Csung (Jung) kerületekben található. A Cshangdokkung (Changdeokgung) palotaegyüttes 1997 óta az UNESCO világörökség része.
A város felépítése jelentősen nem változott egészen a japán uralomig a 20. század elején. Szöult kettészeli a Han folyó, az északi részen találhatóak a régi város maradványai, míg a déli részen a modern negyedek. Évszázadokon át a kelet-nyugati irányban futó Csongno (Jongno) út volt a város fő ütőere és kereskedelmi központja, ezen az úton található a Posingak (Bosingak) harangtorony, a haranggal jelezték régen a kapuk nyitását és zárását reggel és este. A japán uralom idején ehhez a főúthoz hozzáadtak egy észak–déli irányban futó főtengelyt. A hagyományos koreai lakóházak régen „ㄱ”, „ㄷ” és „ㅁ” formákban csoportosultak, ez az elrendezés a modern épületekre már nem érvényes. A régi negyedek lakóházaiból kevés maradt fenn Szöulban, többségük a Pukcshon (Bukchon) hanokfaluban található Csongno (Jongno) kerületben.
A modern építészet tekintetében Szöulban számos felhőkarcoló található, a legmagasabb ezek közül az 555 méter magas Lotte World Tower. A nevezetes modern épületek közé tartozik még az International Finance Center Seoul, a Tower Palace, az N Seoul Tower, a World Trade Center Seoul, a COEX Mall, a 63 Building, a Dongdaemun Design Plaza & Park, amelyet Zaha Hadid tervezett, vagy a szöuli városháza új épülete, ami Yoo Kerl munkája.
2010-ben Szöul a világ dizájnfővárosa volt.

## Kultúra

### Műemlékek

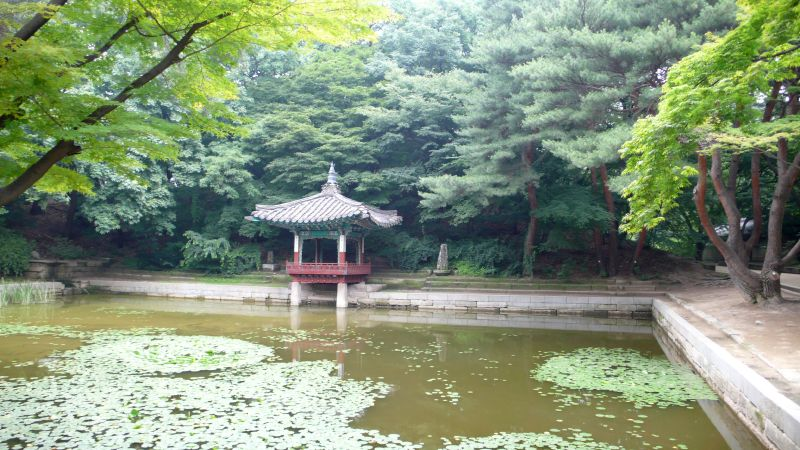
A Cshangdokkung (Changdeokgung) palota Titkos Kertje

Szöul több építménye is szerepel az UNESCO világörökségi listáján, illetve a javasolt helyszínek listáján: a Cshangdokkung (Changdeokgung) palotaegyüttes 1997-ben, a Csongmjo (Jongmyo)-szentély 1995-ben került védelem alá. A Csoszon (Joseon)-dinasztia királysírjainak egy része a város területén található, ezek szintén a világörökség részét képezik. A javasolt helyszínek között szerepel Szöul erődfala. A kulturális örökségvédelmi program keretében számos épület kapott helyi jellegű védelmet is, például a Nakszongde (Nakseongdae) park vagy Han Gjuszol (Han Gyuseol) arisztokrata háza, utóbbi néprajzi örökség.

### Színházak és mozik
A Koreai Nemzeti Színházat Ázsia első nemzeti színházaként, 1950-ben alapították. Négy terme közül a legnagyobb mintegy 1500 fő befogadására alkalmas. A Szedzsong (Sejong) Központot 1978-ban hozták létre, Szöul legnagyobb kulturális-művészeti központja, nagyterme 3000 fős, színházi előadások mellett koncerteket, balettelőadásokat, musicaleket is mutatnak be itt, de moziterme és kiállítóterme is van. Ezen felül több kisebb színház található a városban, például a musicaleket bemutató Charlotte Theater Szongpha (Songpa) kerületben, mely Korea első, nyugati értelemben vett színháza volt.
Szöulban számos mozi található, egy részük független, kisebb mozi, más részük olyan nagy multiplex-láncokhoz tartozik, mint a CJ CGV – mely Dél-Korea legnagyobb multiplex-hálózata – a Lotte Cinema és a Megabox. A legtöbb multiplex mozi a népszerű kerületekben található, egy-egy mozijuk akár 10-20 teremmel is üzemel. Szöul első mozija a Seoul Cinema volt, mely 1907-ben nyílt meg. A világ legnagyobb mozivászna is Szöulban található, a Lotte Cinema World Towerben.

### Múzeumok

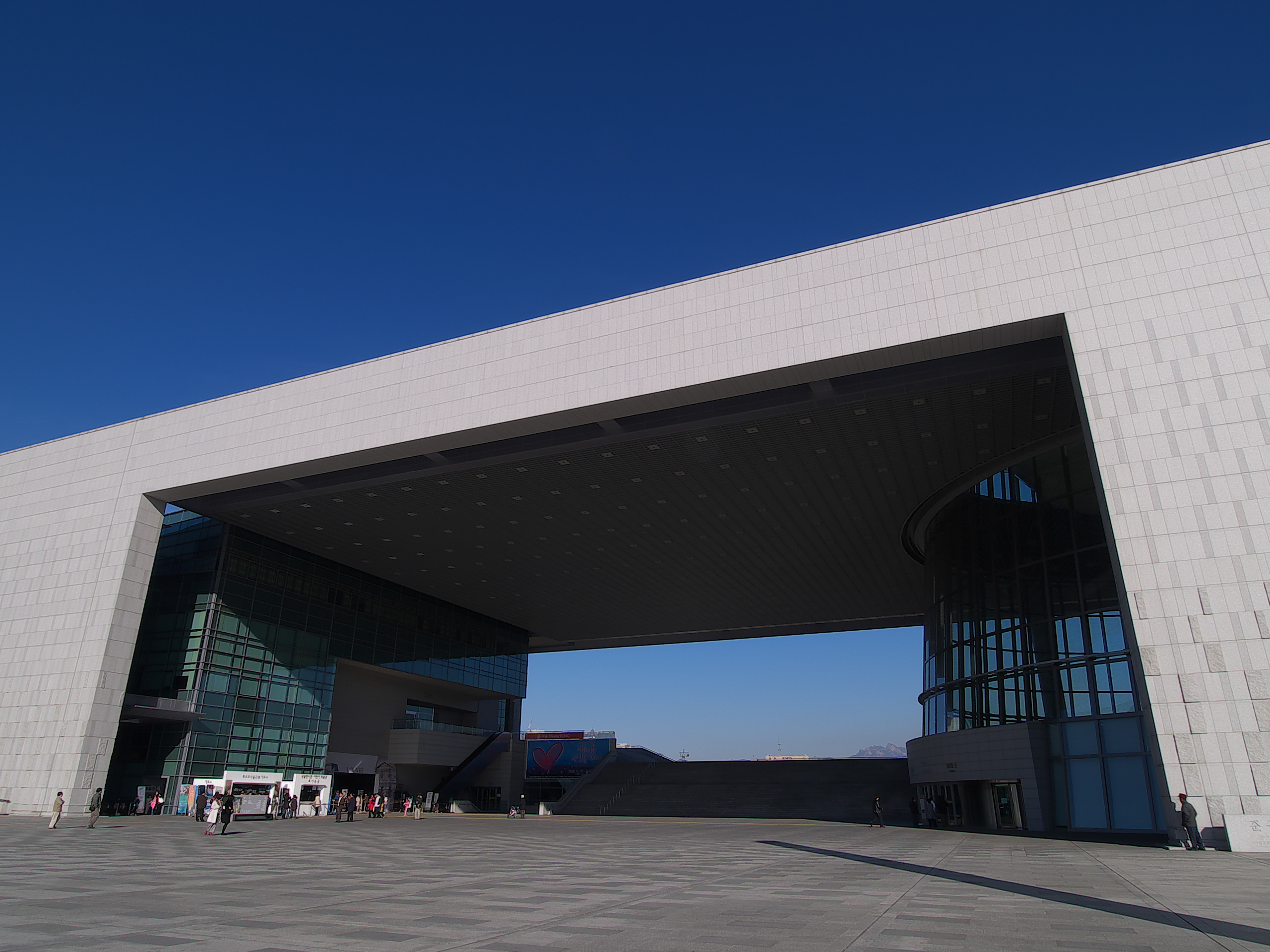
A Koreai Nemzeti Múzeum

Szöulban 2013-ban 115 múzeumot tartottak nyilván, ezek közül 24 volt állami finanszírozású. A Koreai Nemzeti Múzeumot 1945-ben alapították, 2011-ben a világ 9. leglátogatottabb múzeuma volt, mintegy 220 000 kiállítási tárggyal rendelkezik. A Nemzeti Néprajzi Múzeum a Kjongbokkung (Gyeongbokgung) palotán belül található, és a koreai emberek hétköznapi életét hivatott bemutatni. a Pukcshon (Bukchon) és a Namszangol (Namsangol ) hanokfalu a hagyományos koreai hanoképítészetet és a modern idők előtti életmódot mutatja be.
A Koreai Háborús Emlékmű neve ellenére valójában múzeum, mely a történelem során elszenvedett különböző háborúknak, csatáknak állít emléket. A szodemuni (seodaemuni) börtönben a japán megszállás alatt a függetlenségi mozgalomhoz tartozó koreaiakat végezték ki, ma történelmi múzeum működik benne.
A Szöuli Szépművészeti Múzeum a Tokszugung (Deoksugung) palota mellett található a Csung (Jung) kerületben, az Ilmin Művészeti Múzeum pedig újabb alapítású, a The Dong-a Ilbo napilap korábbi épületében kapott helyet. A Koreai Filmarchívumot 1974-ben hozták létre, a Digital Media Cityben található archívum és múzeum anyagai közül számos régi koreai film az interneten is megnézhető. A Szodemuni (Seodaemuni) Természettudományi Múzeum az első állami természetrajzi múzeum volt Dél-Koreában. A koreai konyhaművészet iránti érdeklődést több múzeum is kiszolgálja a városban, a Kimcshi (Kimchi)múzeum a nemzeti ételként számon tartott kimcshi (kimchi) készítésével, történetével, fajtáival foglalkozik, míg a Ttok (Tteok) és konyhai eszközök múzeuma a koreai ételkülönlegesség, a ttok (tteok) fajtái, valamint az ősi koreai konyhai eszközök világába vezet, mintegy 2000 kiállítási tárggyal.

### Parkok

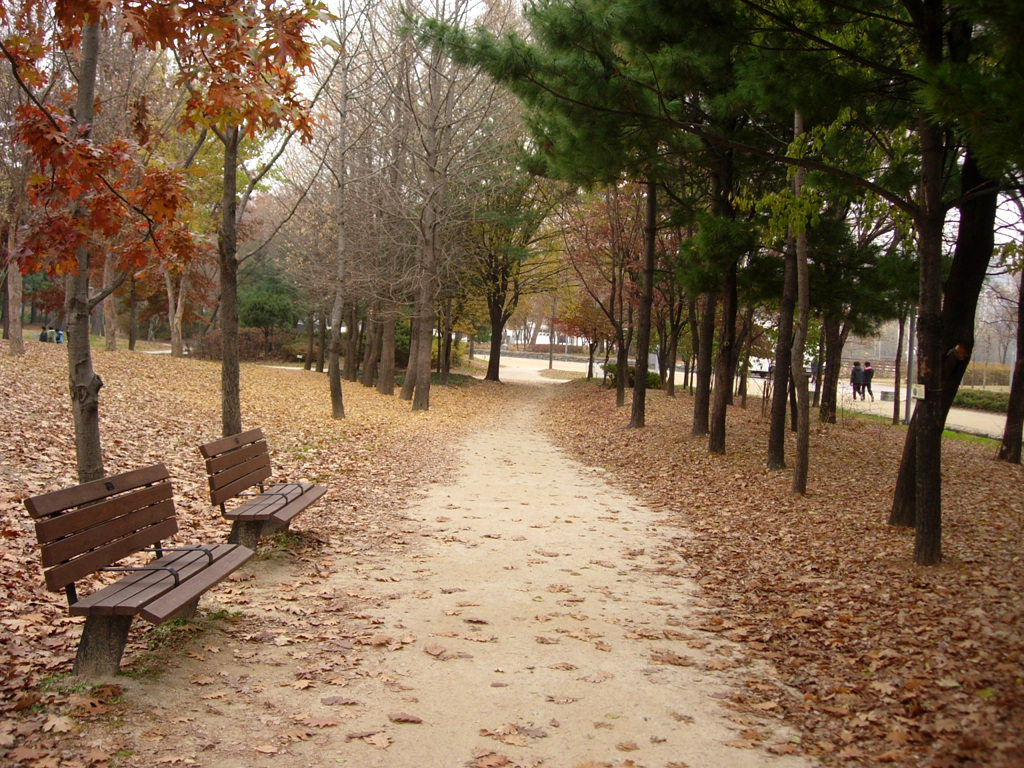
A Szöuli erdő egy részlete

Szöulban számos parkot újonnan alakítottak ki a zöldövezet növelése érdekében. A nagyobb és jelentősebb parkok közé tartozik a Namszan (Namsan) park, ahol túrázni is lehet; itt található az N Seoul Tower. A Szöuli erdőt 2005-ben hozták létre a New York-i Central Park mintájára, mintegy 1,15 millió m²-en, madárlessel, botanikus kerttel, tematikus parkrészekkel, játszóterekkel, üvegházakkal, vízeséssel. Az Álomerdő Szöul negyedik legnagyobb parkja, 662 627 m²-en terül el klasszikus koreai pavilonokkal, vadvirágkertekkel.

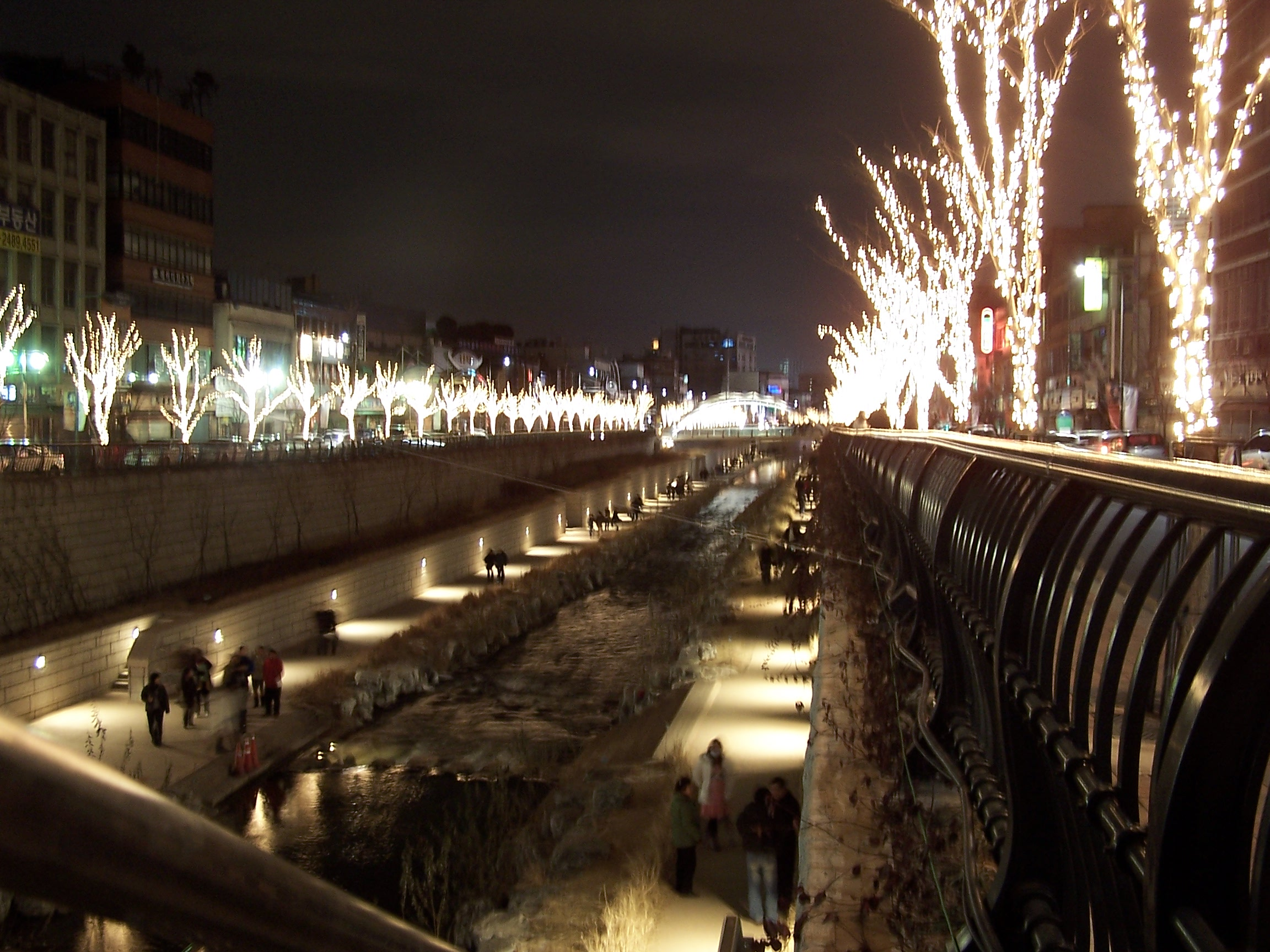
A Cshonggjecshon (Cheonggyecheon) éjjel

Az Olimpiai park az 1988. évi nyári olimpiai játékok helyszíne volt, a sportlétesítmények egy részét ma más célra is használják, például koncerteket szerveznek ide. A parkban gyakran forgatnak reklámfilmeket, televíziós sorozatok jeleneteit. A Világbajnokság-parkot a 2002-es labdarúgó-világbajnokság tiszteletére építették, Szöul legnagyobb területű parkja, mely öt kisebb parkból áll.
A Thapkol (Tapgol) park Szöul (és egyben Korea) legrégebbi városi parkja, 1897-ben hozták létre. Itt áll a Vongaksza (Wongaksa) pagoda, Dél-Korea 2. számú nemzeti kincse.
Szöul fontos pihenőhelye a Cshonggjecshon (Cheonggyecheon), a Han folyóba ömlő 11 kilométer hosszú patak a város szívében. 2005-ig beton fedte, ekkor alakították át sétálóvá, hidakkal, csobogókkal, szökőkutakkal. A szerelmespárok kedvenc találkahelye.
A Han folyó partján számos kisebb-nagyobb park is található, kerékpárutakkal.
Szöulban van a világ legnagyobb beltéri élményparkja, a Lotte World szórakoztató központban.

### Rendezvények
Szöulban számos rendezvényt szerveznek, vannak közöttük szezonális és ismétlődő fesztiválok, különleges bemutatók, és kifejezetten a turisták számára szervezett előadások, melyek koreai szokásokat elevenítenek fel. A fesztiválok közül jelentős a Hi! Seoul Festival, mely a világ egyik legnagyobb szabású fesztiválja, átlagosan 1,5 millió nézővel, melyet ősszel rendeznek meg, több száz előadóművész részvételével. A Hangang Joido (Youido) tavaszi virágfesztivál keretében a Han folyó mentén virágzó mintegy 1600 Prunus × yedoensis cseresznyefához vándorolnak ki a helybéliek.
A K-pop rajongói számára a város több rendezvényt is kínál, minden évben megrendezésre kerül a K-Pop Cover Dance Festival, melyre a világ minden tájáról jelentkeznek amatőr tánccsapatok, akik híres K-pop-dalok koreográfiáit dolgozzák fel. Az 1994 óta megrendezett Dream Concert koncerten válogatott K-pop-sztárok lépnek fel. Ezen felül több, egyszeri K-pop-fesztivált is tartanak minden évben, a különböző televíziócsatornák rendezésében.
A buddhista ünnepek közé tartozik a Lótuszlámpás-fesztivál, melynek során a résztvevők lámpásokkal vonulnak végig a Tongdemun (Dongdaemun) kaputól a Csogjesza (Jogyesa) templomig. A konfuciánus rituálékat követő ünnepek közé tartozik a Csongmjo cserje (Jongmyo Jerye), melyet május első vasárnapján tartanak. A rituálé során a Csoszon (Joseon)-dinasztia királyai és királynéi előtt tesznek tiszteletet. A rituálé az UNESCO szellemi örökségi listáján is szerepel, emellett kiemelten kezelt koreai szellemi örökség. Szeptember harmadik vasárnapján tartják a Szadzsik tedzse (Sajik daeje) (사직대제) rituálét, melynek keretében hagyományosan a föld és a gabona istenségeinek ajánlanak fel ételt és italt az ország népének jólétéért imádkozva. Ugyancsak a hagyományőrző ceremóniák része az őrségváltás, melyet 1496-tól tartottak a Kjongbokkung (Gyeongbokgung) palota főkapuja előtt. 1996 óta elevenítik fel a hagyományt. Az Unhjongung (Unhyeongung) palotában minden tavasszal és ősszel megrendezik Kodzsong (Gojong) császár és Min királyné esküvőjének rekonstruált előadását, mellyel a koreai királyi ceremóniákat kívánja a város bemutatni az érdeklődőknek.

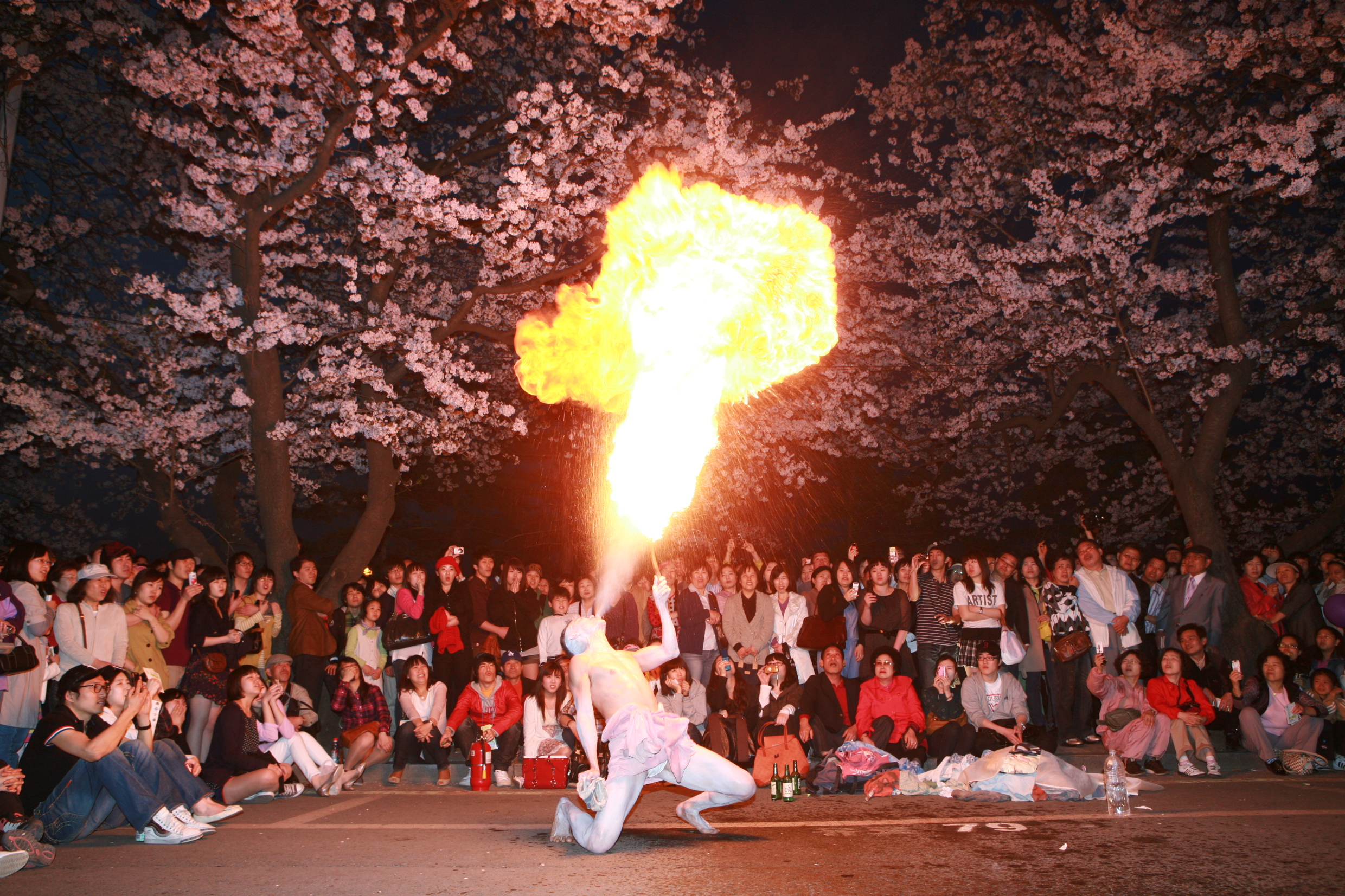
Hangang Joido (Yeoido) tavaszi virágfesztivál
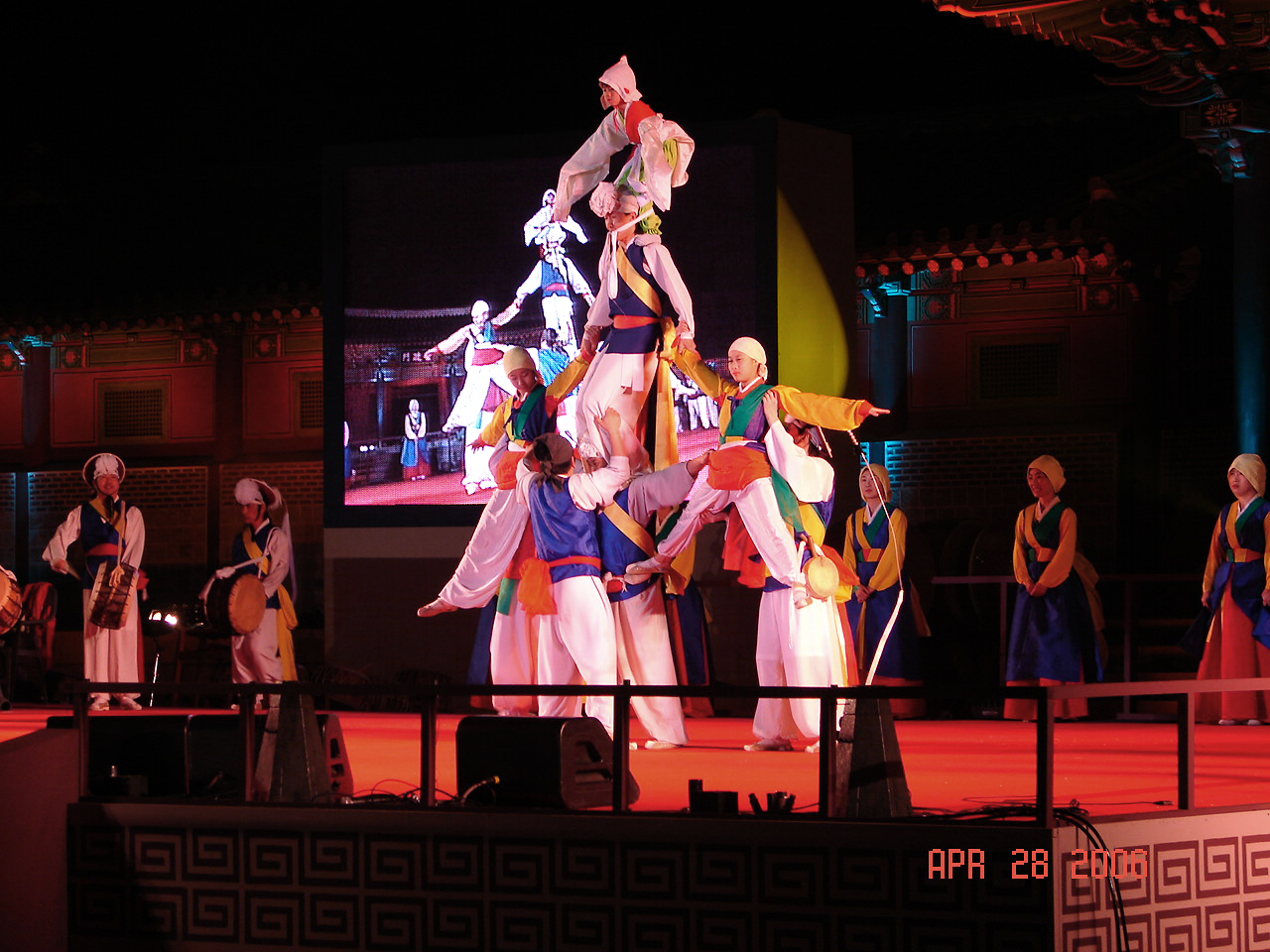
Akrobaták a 2006-os Hi! Seoul Festival egyik előadásán
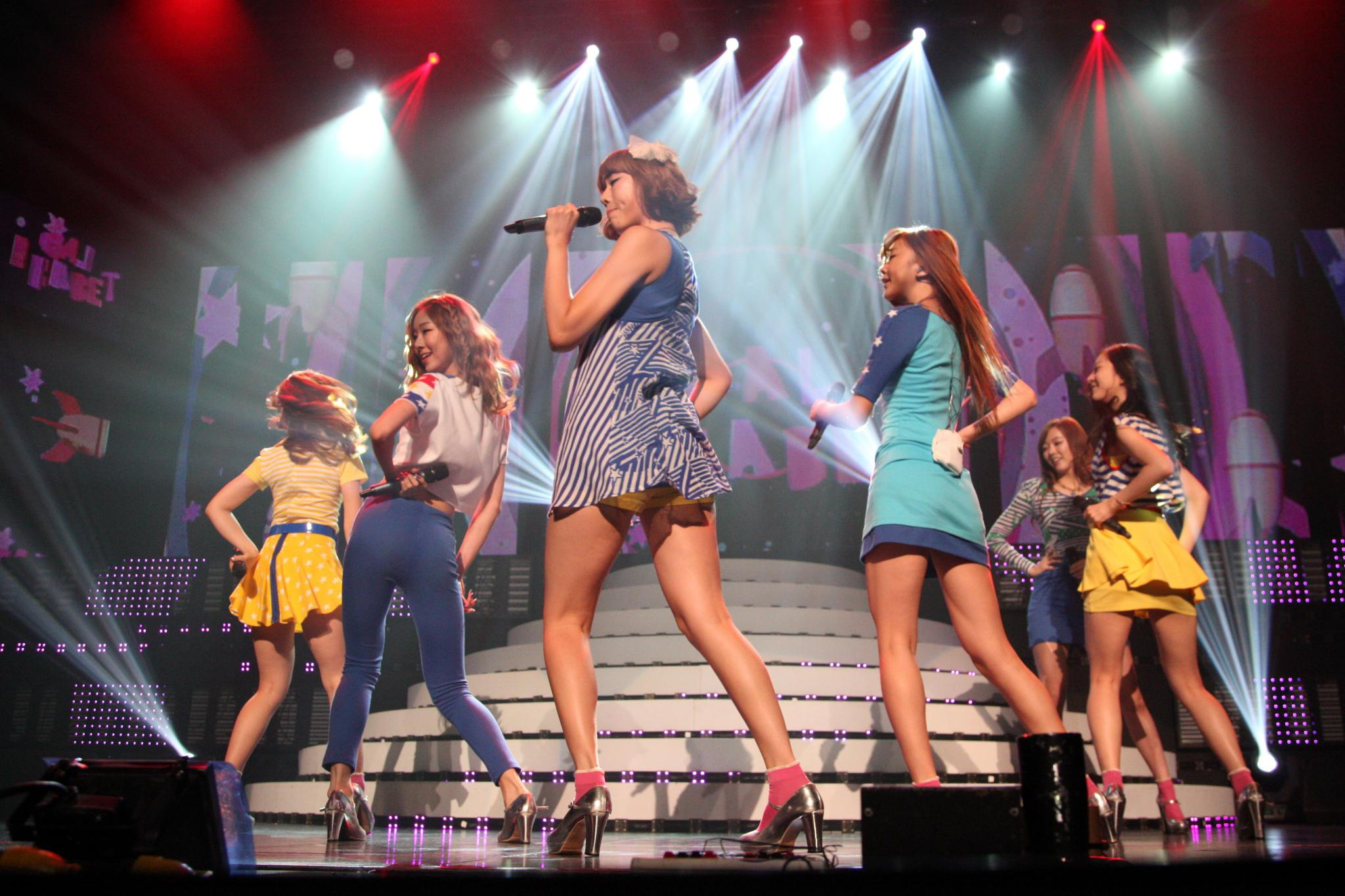
A Dal Shabet együttes a 2011-es MTV Cyworld Dream Music Festival rendezvényen
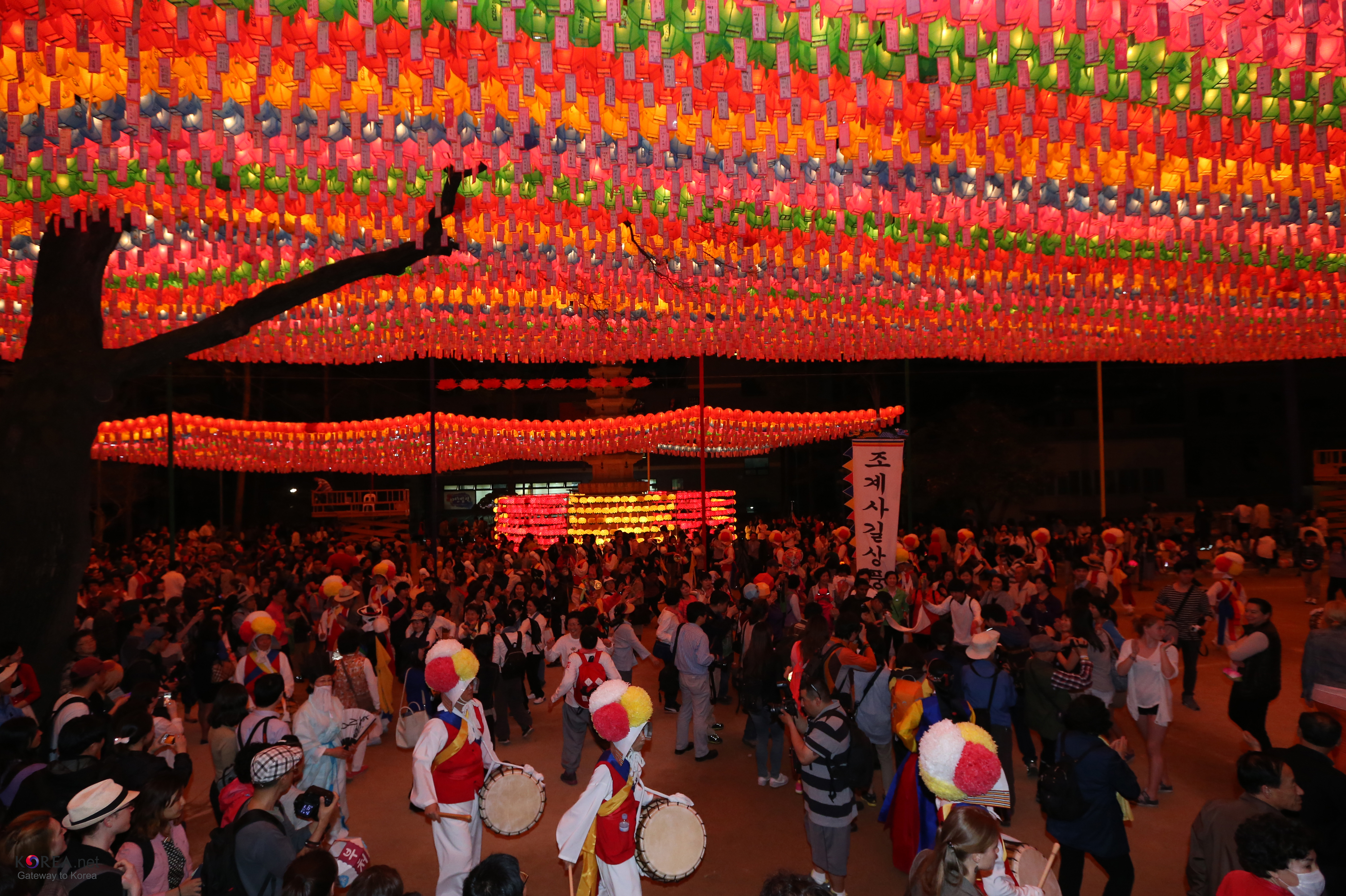
Lótuszlámpás-fesztivál
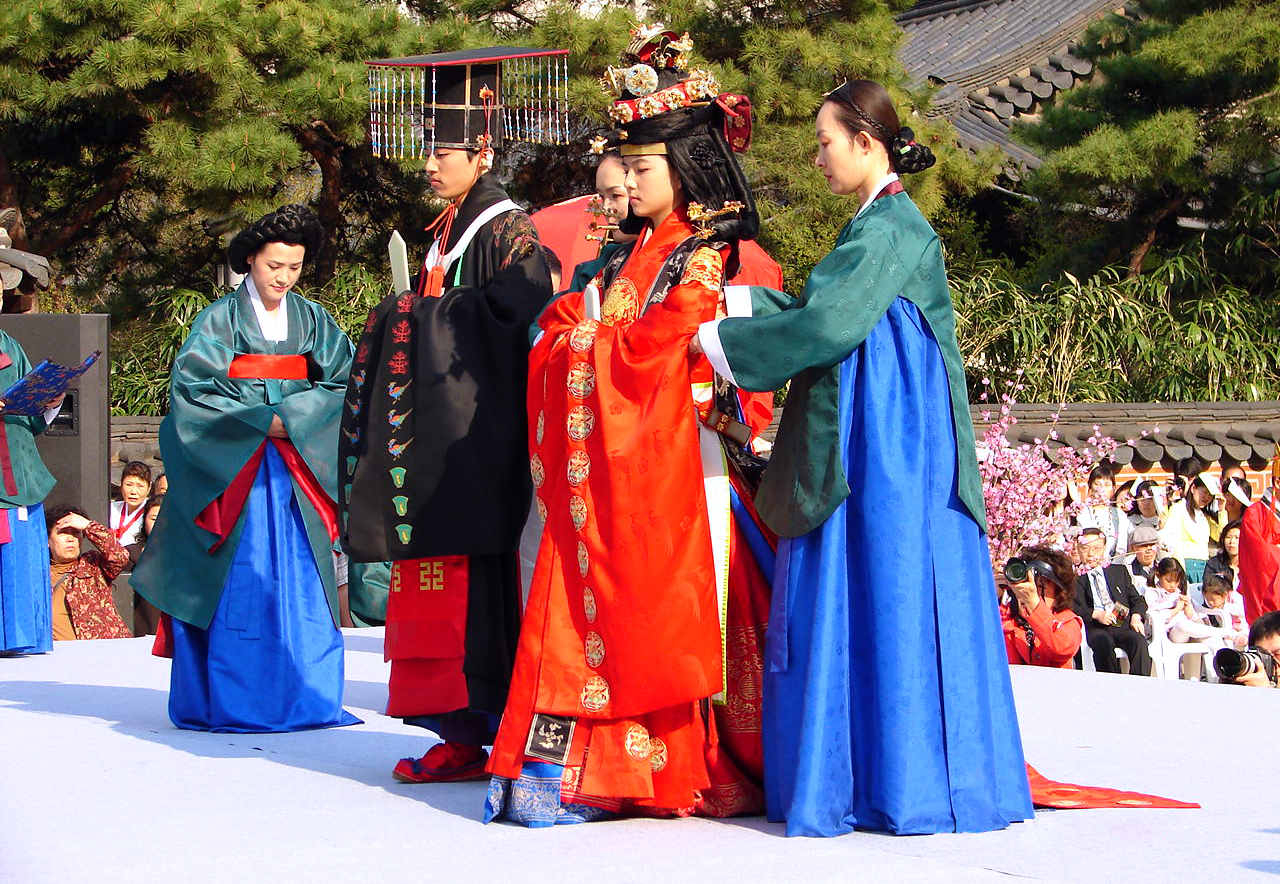
Kodzsong (Gojong) császár és Min császárné esküvőjének rekonstrukciója 2006-ban

### Éjszakai élet

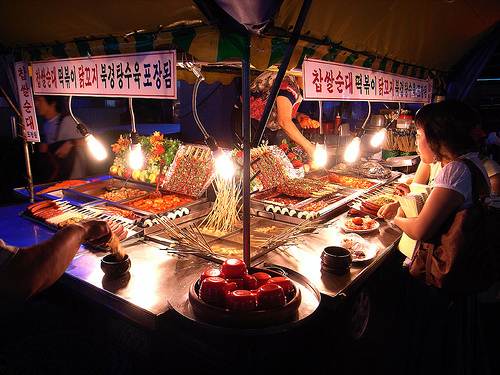
Éjjel is nyitva tartó phodzsangmacsha (pojangmacha)

Szöulnak élénk éjszakai élete van, sok üzlet, szórakoztató központ tart nyitva éjfél után is. Népszerűek az éjszakai kilátók, az N Seoul Tower vagy a 63 Building tetején, illetve több hídon is található kávézó kilátóval. A Lotte World és az Everland élményparkok is nyitva tartanak késő éjszakáig, fényjátékokkal és egyéb éjszakai programokkal. Szöulban a kaszinók többsége szállodákban található, az éjszakai klubok, bárok népszerű lelőhelye pedig Hongde (Hongdae) negyede. A Tongdemun (Dongdaemun) piac éjjel is nyitva tart. A Grand Hyatt Seoul és a Walking Hill korcsolyapályák télen éjszaka is nyitva vannak. A nyitvatartási idő tekintetében az éjszakai élethez alkalmazkodtak az éttermek, kocsmák is, de népszerűek a phodzsangmacshák (pojangmachák), az utcai ételárusító bódék is, ahol alkoholt is lehet fogyasztani.

### Technológia
Szöul rendkívül fejlett informatikai infrastruktúrával rendelkezik. Itt vezették be először a DMB mobiltévét és a vezeték nélküli nagy sebességű mobilinternetet. A városban vezeték nélküli széles sávú internet (WiBro) hotspotok találhatóak. Dél-Korea a világ leggyorsabb internetsebességével rendelkezik.

### Média

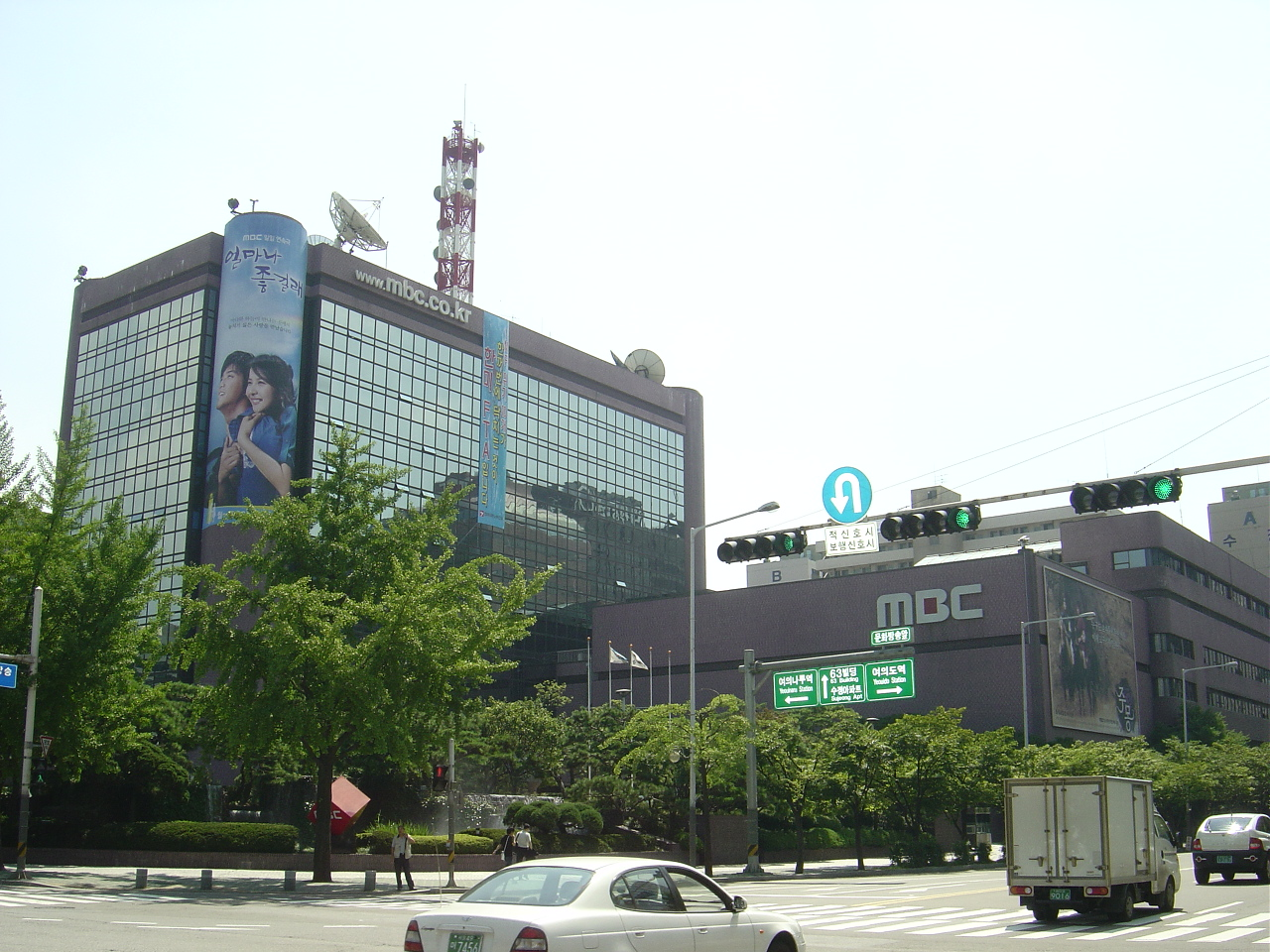
Az MBC székháza Joido (Yeouido) szigetén

Szöul fővárosként az ország médiaközpontjaként is funkcionál. Az első modern újságok 1876 után jelentek meg. 1941-ben, a japán uralom ideje alatt a koreai nyelvű lapokat betiltották. Később a Li Szin Man és a Pak Csong Hi (Park Chung Hee) vezette kormányok idején erős cenzúra működött, számos, a kormány nézeteivel ellentétes lap nem jelenhetett meg. Politikailag cenzúrázták az 1960-as években indult televíziócsatornákat is, ez egészen 1987-ig tartott, amikor bevezették a sajtószabadságot biztosító törvényt, aminek köszönhetően ugrásszerűen megnőtt a nyomtatott sajtótermékek és a televízió- illetve rádióadók száma.
Szöulban 2011-ben csaknem 1200 újságot, illetve folyóiratot adtak ki, ezek közül több mint 500 internetes alapú. A városban 21 földfelszíni sugárzású és 29 kábeltelevízió székel, a rádióállomások száma 8. Itt székelnek a legnagyobb példányszámú újságok, mint a Chosun Ilbo, a Dong-a Ilbo, a JoongAng Ilbo, a Hankook Ilbo vagy a The Hankyoreh; az olyan angol nyelvű lapok, mint a The Korea Herald vagy a The Korea Times. Ugyancsak Szöulban található a legnagyobb tévétársaságok székháza is, mint a KBS, az MBC és az SBS.

## Oktatás

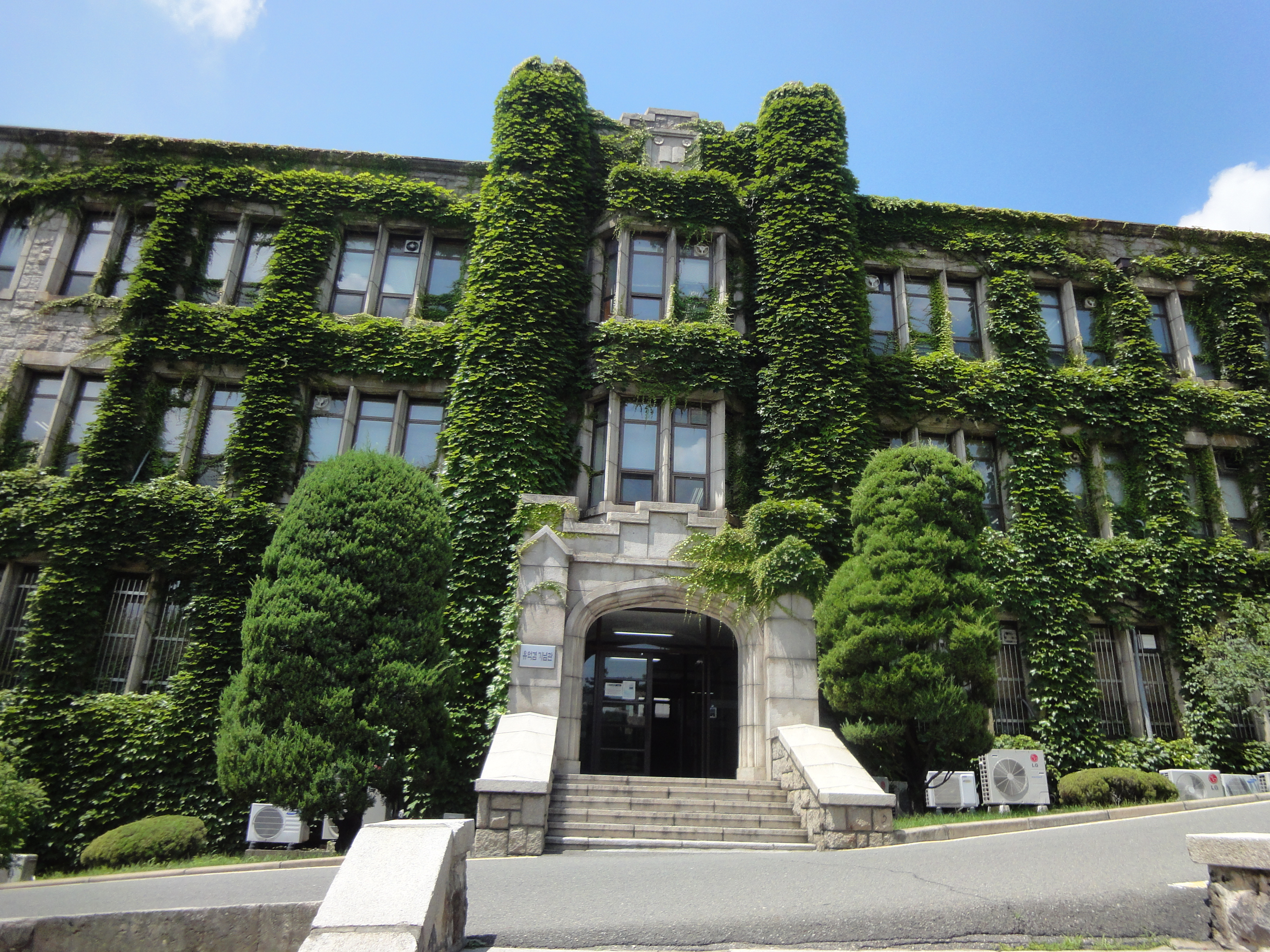
A Jonsze (Yonsei) Egyetem egyik épülete

Szöulban 2013-ban összesen 2670 oktatási intézményt tartottak számon. A város 869 óvodájából 700 magán üzemeltetésű. Ezen felül 597 általános iskola (초등학교, cshodunghakkjo (chodeunghakgyo)), 382 csunghakkjo (junghakgyo) (중학교), 318 középiskola (고등학교, kodunghakkjo (godeunghakgyo)), 9 főiskola, 39 egyetem és 456 egyéb típusú oktatási intézmény volt regisztrálva.
Szöul egyetemei közül a legelismertebb az úgynevezett „SKY-hármas”, a Szöuli Nemzeti Egyetem, a Korjo (Goryeo) (Korea) Egyetem és a Jonsze (Yonsei) Egyetem, ahová bekerülni presztízskérdésnek számít. Aki a három egyetem egyikén végez, annak az általános vélekedés szerint nagyobb esélye van jó munkaerő-piaci pozícióba kerülni, és házasság terén is jobbak az esélyei. Egy 2010-es felmérés szerint a magas beosztású állami tisztviselők 46,3%-a, a legnagyobb pénzügyi intézetek vezetőinek pedig 50%-a került ki a SKY-egyetemekről. A Szöuli Nemzeti Egyetem 2012-ben Ázsia negyedik legjobb egyeteme volt. Versenyképesnek számít több más szöuli egyetem is, például a Szogang (Sogang) Egyetem, a Szonggjungvan (Seonggyungwan) Egyetem, az Ihva (Ihwa) Női Egyetem, a Hanjang (Hanyang) Egyetem vagy a Hanguk Idegennyelvi Egyetem.

## Infrastruktúra

### Közlekedés

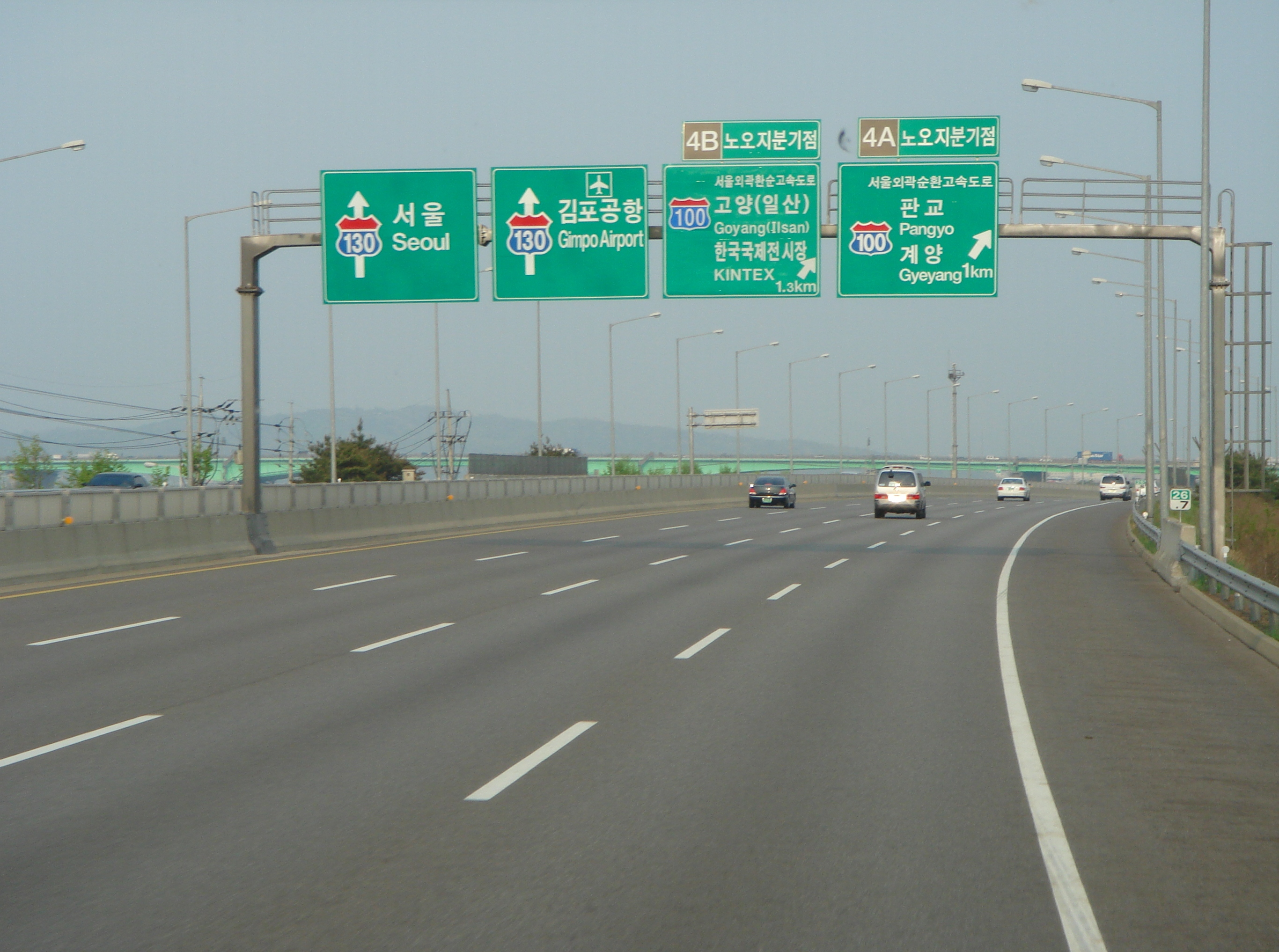
Az Incshoni (Incheoni) nemzetközi repülőtér autópálya (130-as autópálya)

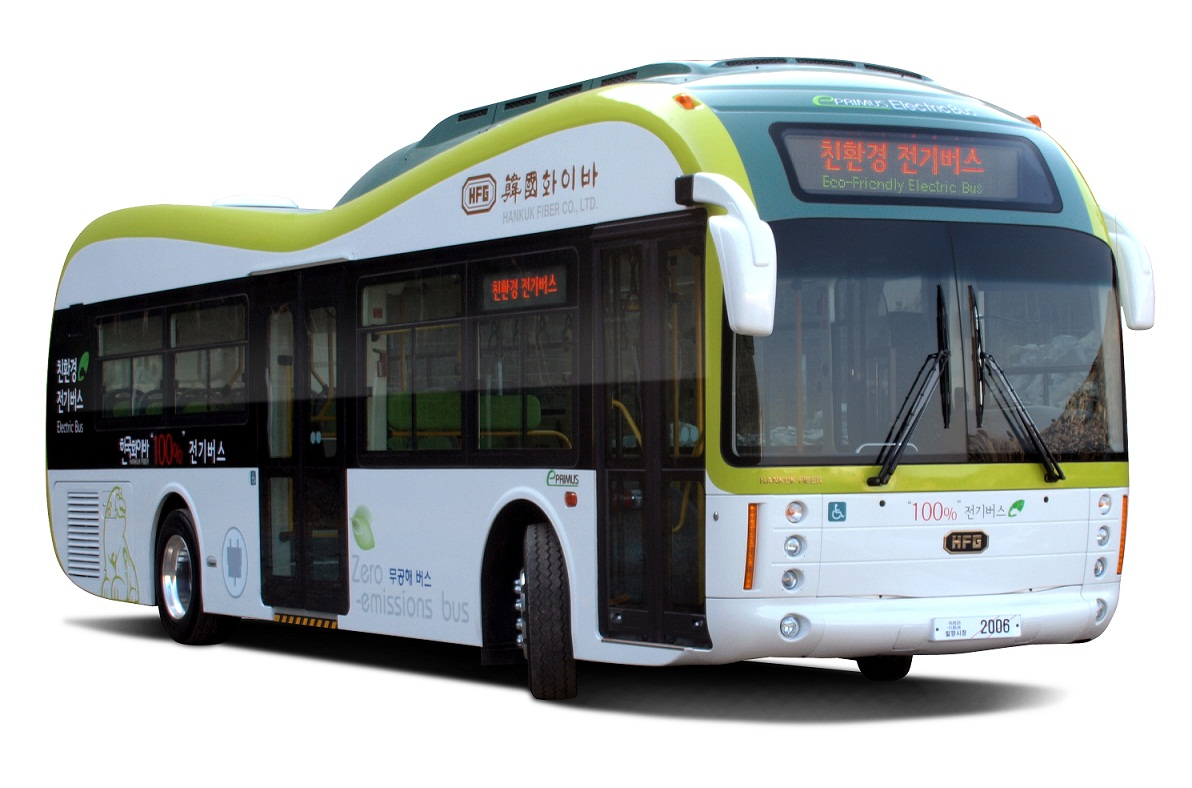
Elektromos busz

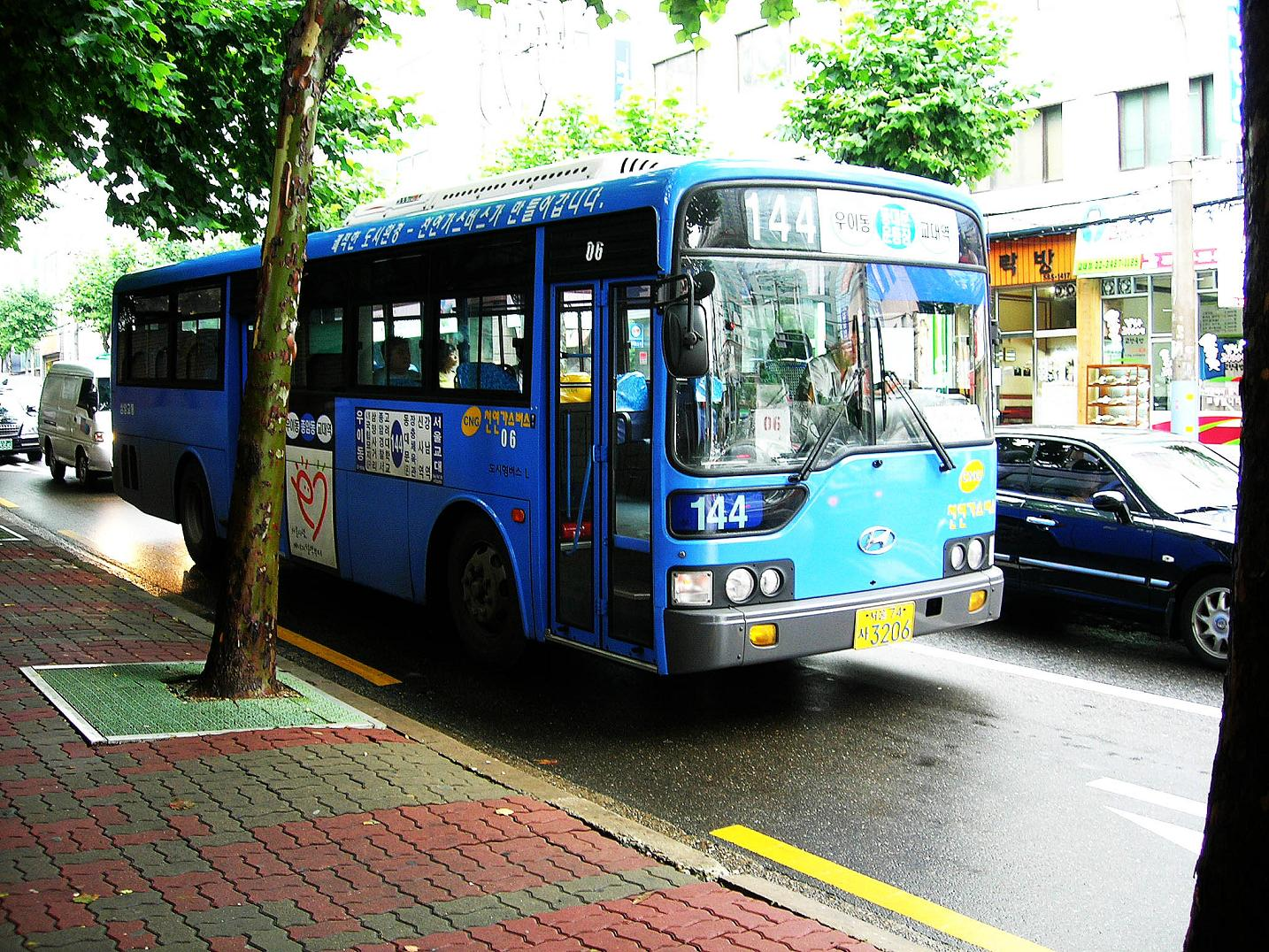
Kék (hosszú vonalon közlekedő) busz Szöulban

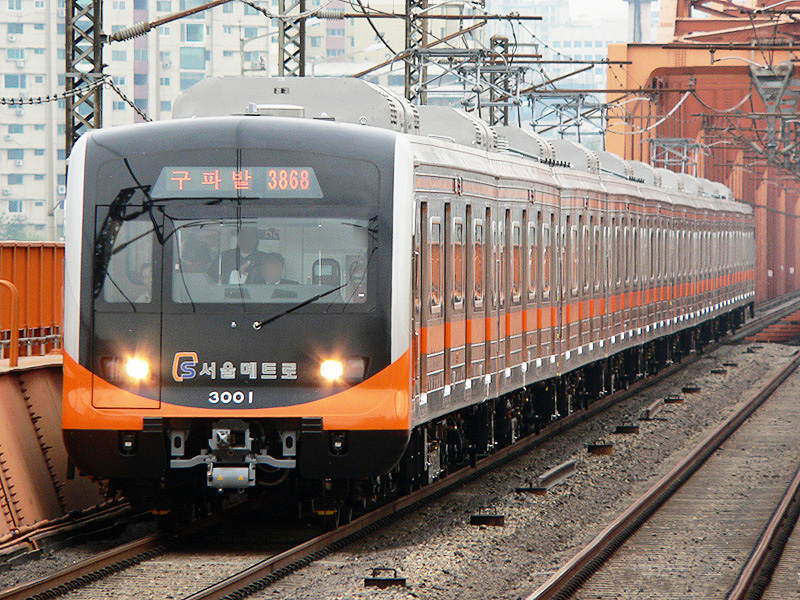
Metrószerelvény

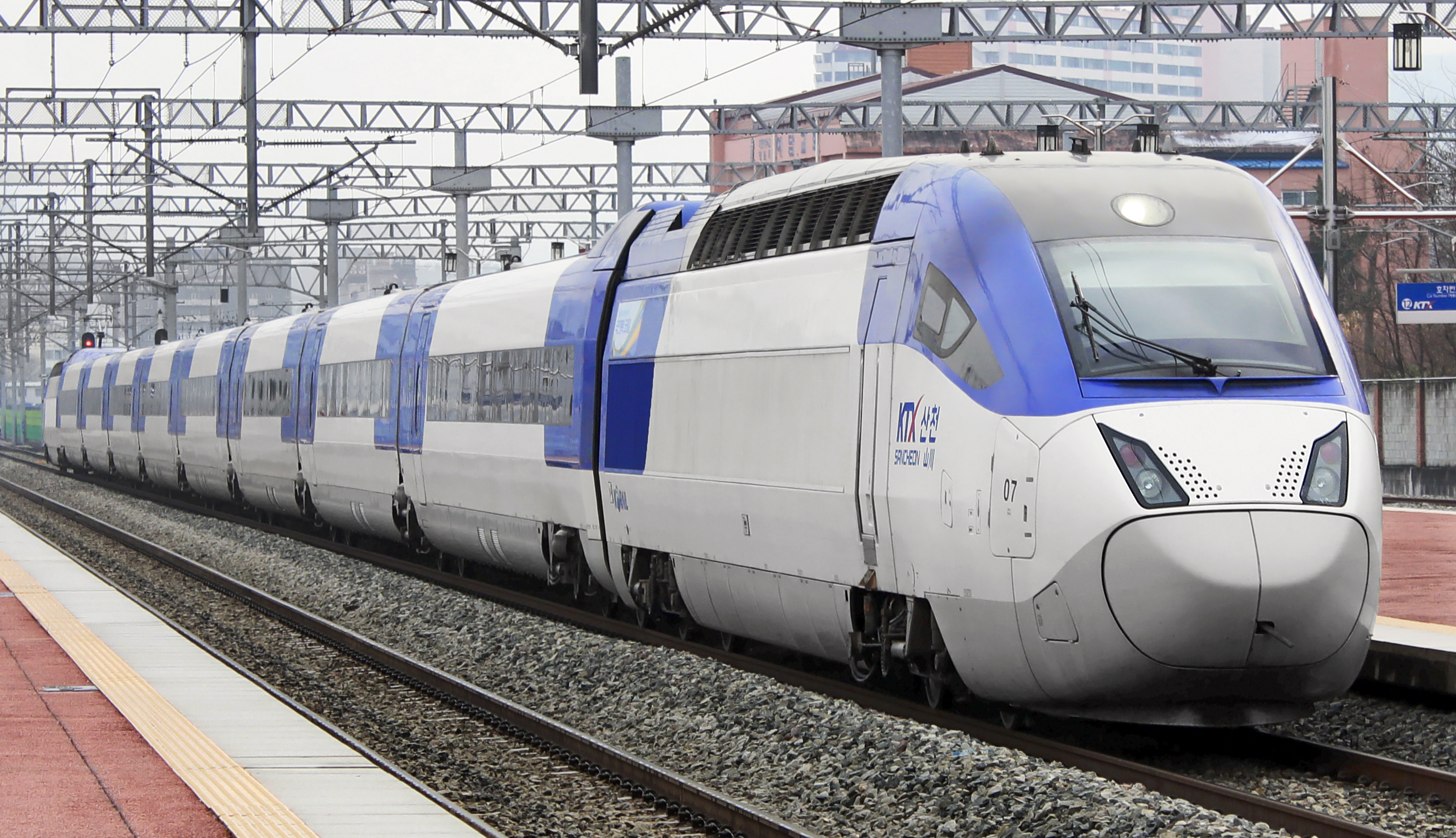
KTX szerelvény

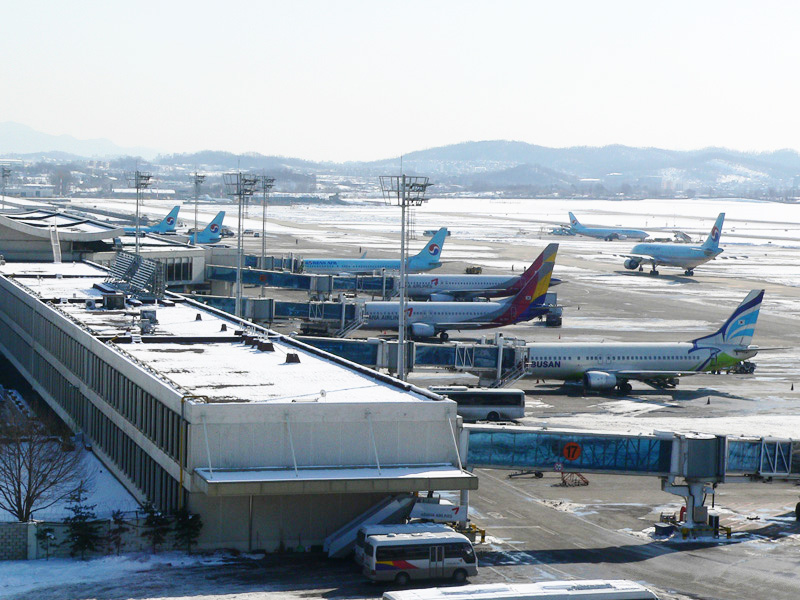
A Kimpho (Gimpo) repülőtér belföldi terminálja

Szöul az ország közigazgatási, gazdasági és kulturális központja. Jelentős pénzügyi központ, fontos vasúti és közúti csomópont forgalmas kikötővel.
A Szöulon belüli tömegközlekedésre vonaljegyen kívül T-money-kártya is használható, mely érvényes a buszokra, a metrókra és a taxikban is.

#### Közúti közlekedés
Szöul aszfaltozott úthálózata 2013-ban összesen 8197 kilométert tett ki, ebből 26 kilométer autópálya, 168 kilométer pedig főút volt. Az autópályák (고속도로, koszoktoro (gosokdoro)) közül többnek is Szöul a végpontja, vagy áthalad rajta, ezek: a Kjongbu (Gyeongbu) autópálya (1), a Kjongbu (Gyeongbu) 2 autópálya (110), a Szohean (Seohaean) autópálya (15), a Jongin (Yongin)–Szöul autópálya (171), a Szöuli autópálya-körgyűrű (100), a Kjongin (Gyeongin) autópálya (120) és az Incshoni (Incheoni) nemzetközi repülőtér autópálya (130).
A városban 2013-ban mintegy 2,97 millió közúti járművet regisztráltak, ebből 2,4 millió volt személyautó.

#### Buszhálózat
Szöult expressz (koszok (gosok), 고속) és intercity (siö (sioe), 시외) buszjáratok kötik össze a környező városokkal. Ezek általában más-más terminálról indulnak, a csonghap (종합, jonghap) típusú terminálok mindkét típusú buszt indítják. Az expressz járatok csak a célállomáson állnak meg, illetve pihenőhelyeken útközben, valamint az autópályákon közlekednek. Az intercity buszok között is vannak olyanok, amelyek nem állnak meg, csak a célvárosban, ezek a csikheng (직행, jikhaeng) buszok; a hagyományos, több településen is megálló járatok neve ilban (일반). Szöulnak hat nagy buszterminálja van, ezek közül három csonghap (jonghap) (kevert) típusú, kettő expressz terminál, egy pedig intercity terminál.
A Szöulon belüli buszjáratokat szín szerint különböztetik meg. A kék buszok a fő utak mentén közlekednek és hosszabb távolságokat tesznek meg. A zöld buszok rövidebb útvonalakon közlekednek, ezek úgynevezett „gyűjtőbuszok”, a metróhoz és a hosszabb útvonalakon közlekedő buszjáratokhoz viszik az utasokat. A piros buszok expressz járatok, melyek a külvárosba közlekednek. A sárga buszok egy kerületen belüli körjártok. A szöuli utak többségének saját buszsávja van a gyorsabb közlekedés biztosítására. A buszok számozása kerületfüggő.
A város 2025-ig a teljes buszflotta 40,5%-át elektromos buszokra cseréli le.

#### Metróhálózat
Szöul fejlett metróhálózattal rendelkezik, mely minden kerületet összeköt egymással és a környező településekkel. 23 vonallal rendelkezik, melyek összekötik a fővárost Incshon (Incheon)nal és Kjonggi (Gyeonggi) tartománnyal, valamint Dél-Cshungcshong (Chungcheong) és Kangvon (Gangwon) tartományokkal is. Utasforgalma meghaladja a 2619 millió főt, 2012-ben a tokiói metró után a legforgalmasabbnak számított. A metróvonalakat több különböző társaság üzemelteti, köztük az állami vasút, a Korail is. 2013 decemberéig a világ leghosszabb metróhálózata volt, 537 kilométerrel, ekkor átvette tőle a címet a sanghaji (shanghai-i) metró. A szöuli metró a világ technikailag egyik legfejlettebb hálózata, mely mobiltelefon-vételt és ingyenes Wi-Fi-kapcsolatot is biztosít az utasoknak.

#### Vasúti közlekedés
A főbb városokkal vonatok kötik össze. A legtöbb városba a KTX nagysebességű vonatai is járnak, melyek normál sebessége több mint 300 km/h. A vonatokat a Korail üzemelteti.
A főbb vasútállomások:
- Szöul állomás, Csung-ku (Jung-gu): Kjongbu (Gyeongbu) vonal, Kjongi (Gyeongui) vonal
- Jongszan (Yongsan) állomás, Jongszan-ku (Yongsan-gu): Honam vonal, Csolla/Csanghang (Jeolla/Janghang) vonalak
- Jongdungpho (Yeongdeungpo) állomás, Jongdungpho-ku (Yeongdeungpo-gu): Kjongbu (Gyeongbu)/Honam/Csanghang (Janghang) vonalak
- Cshongnjangni (Cheongnyangni) állomás, Tondemun-ku (Dongdaemun-gu): Kjongcshun (Gyeongchun)/Csungang (Jungang)/Jongdong (Yeongdong)/Thebek (Taebaek) vonalak

#### Légi közlekedés
Szöult két nagy repülőtér szolgálja ki: a korábbi a Kimpho (Gimpo) repülőtér (ez eredetileg Kimphóban (Gimpóban) volt, de azt 1963-ban Szöulhoz csatolták), ami az egyetlen repülőtér volt Szöulban a koreai háború alatti felépítése után. Más helyi repülőterek is épültek a háború alatt, ilyen volt például a Joido (Yeouido).
2001-es megnyitása óta az Incshoni (Incheoni) nemzetközi repülőtér (Jongdzsong (Yeongjong)-sziget, Incshon (Incheon)) lényegesen megváltoztatta a Kimpho (Gimpo) szerepét, ugyanis Incshon (Incheon) fogadja szinte az összes nemzetközi járatot és a helyi járatok nagy részét is, míg Kimpho (Gimpo) eleinte csak a helyi járatokat bonyolította le. Kimpho (Gimpo) forgalma ennek megfelelően először visszaesett, 2011-re azonban nyereséges reptérré lépett elő, mintegy 300 belföldi és 30 külföldi járattal, főleg üzletemberek használják. Járatokat üzemeltet például a Haneda nemzetközi repülőtérre, valamint a Sanghaj Hungcsiao (Shanghai Hongqiao) nemzetközi repülőtérre, de Pekingbe, Oszakába és Nagojába is indulnak innen repülőgépek.
Az Incshoni (Incheoni) nemzetközi repülőteret 2005 óta 2014-ig a Nemzetközi Repülőterek Tanácsa minden évben megválasztotta a világ legjobb repülőterének. Ázsia nyolcadik legforgalmasabb repülőtere volt 2013-ban, teherforgalmát tekintve pedig a negyedik. Mindkét repülőteret meg lehet közelíteni tömegközlekedéssel, Kimphót (Gimpót) az 5-ös és a 9-es metróval és az AREX reptéri metróval, Incshon (Incheon)t pedig az AREX vonal mellett KTX nagysebességű vasúttal is.

#### Hidak
A Han folyót a Szöuli Fővárosi Területen 28 híd szeli át, ezekből közvetlenül a város fennhatósága alá 20 híd tartozik, melyek összhossza 44,8 kilométer. A jelentősebbek közé tartozik a Mapho (Mapo) híd, mely hírhedt az öngyilkosságot megkísérlők magas számáról, a metróvonalakat kiszolgáló hidak közül a Tongho (Dongho) híd, a Cshongdam (Cheongdam) híd és a Tangszan (Dangsan) híd jelentős, utóbbin csak a 2-es metró közlekedik, sem gyalogos, sem közúti forgalmat nem szolgál ki. A Janghva (Yanghwa), Hangang, Tongdzsak (Dongjak), Hannam, Csamsil (Jamsil) és Kvandzsin (Gwangjin) hidak híresek kilátóval egybeépített kávézóikról. A Panpho (Banpo) híd Szöul egyik leghíresebb hídja; két oldalán vízesés látható, melyet éjszaka különféle színekkel világítanak meg. Az Olimpiai híd és a Szogang (Seogang) híd építészeti szempontból számítanak érdekességnek.

#### Kikötő
Szöul korábban kikötővárosnak számított, mivel a Han folyó navigálásra alkalmas volt, és teherszállításra is használták. Torkolata azonban az Észak-Koreával közös határon található, így a koreai háború vége óta ilyen célt a folyó nem tud betölteni. Szöult a tenger felé Incshon (Incheon) kikötője szolgálja ki, mely 1883 óta üzemel.

### Közművek
Szöul éves elektromosáram-fogyasztása 2013-ban 46,5 millió MWh volt. Az áramellátást a Korea Electric Power Corporation (KEPCO) biztosítja, melyet 1898-ban hoztak létre Hansung Electric Company néven, és amely az 1900-as évek elején Szöul utcáinak közvilágításáért volt felelős. Az első villanykörtéket 1887-ben szerelték fel a királyi palotában, majd olyan generátort is beszereltek, ami 750 villanykörtét volt képes üzemeltetni. Az első, elektromos áramot szolgáltató vízerőművet pedig 1929-ben építették fel.
Az első modern vízvezetékrendszert Szöulban 1908-ban vezették be. Az első víztisztító telepet még Kodzsong (Gojong) császár idejében építették, mely akkor 12 500 tonna csapvizet szolgáltatott néhány kerület számára. Szöul önkormányzata azóta több víztisztító telepet is üzembe helyezett és a csapvíz népszerűsítésére kampányt hozott létre, melynek keretén belül védjegyként regisztrálták a szöuli csapvizet Arisu néven. Az Arisu (Ariszu) korábban a Han folyó elnevezése volt. A Szöuli Fővárosi Területet a Phaldang (Paldang)-víztározó látja el, mely a vízkészletet a Szojanggang (Soyanggang)- és a Cshungdzsu (Chungju)-víztározóból kapja. A 860 kilométernyi csőrendszer naponta 8 285 000 m³ vizet szállít a fővárosba és környékére.
A földgázellátást az 1970-es évek óta a Seoul City Gas biztosítja.
A postaszolgálat 1884 óta működik, a Korea Post főpostájának új épületét Csung (Jung) kerületben 2007-ben adták át. A távírószolgáltatás 1885-ben indult meg Szöul és Incshon (Incheon) között, majd fokozatosan építették ki a kapcsolatot más településekkel. 1902-ben indult meg a telefonszolgáltatás a városon belül.

### Egészségügy

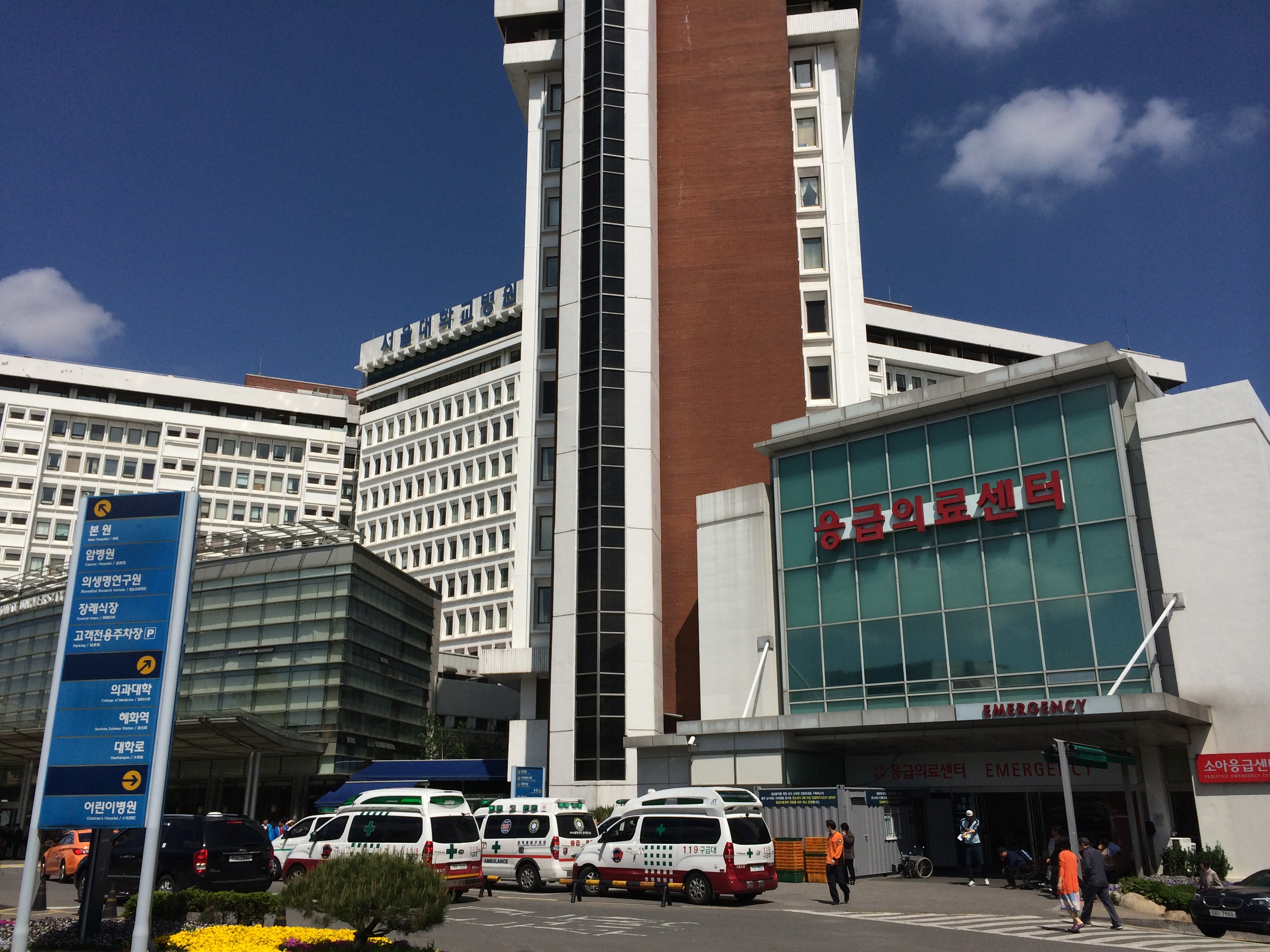
A Szöuli Nemzeti Egyetemi Kórház

2013-ban Szöulban 16 222 egészségügyi intézményt tartottak számon, ezek közül 57 általános kórház, 6 mentális betegségekre specializálódott intézmény, 32 pedig kifejezetten kínai alapokon nyugvó hagyományos koreai orvoslásra (한의학, hanihak (hanuihak)) specializálódott kórház. Öt szülészeti klinika is található a városban. Több olyan intézmény is van a városban, ahol nemzetközi klinika is található, ilyen például a Samsung Medical Center, a Szöuli Nemzeti Egyetemi Kórház vagy a Jonsze (Yonsei) Egyetemi Kórház.
Dél-Korea, és azon belül is Szöul népszerű célpont lett egészségügyi turisztikai szempontból, néhány év alatt megtöbbszöröződött az ilyen szolgáltatásokat kereső külföldiek száma. A plasztikai sebészet mellett a leginkább keresettek a fogászati szolgáltatások, a bőrklinikák, a lézeres szemműtét és a rákkezelés.

## Turizmus
Szöulban 2013-ban 5944 utazási iroda működött, 195 szálloda volt hivatalosan regisztrálva, ezek közül 22 kapott „1. osztályú deluxe” minősítést a városvezetéstől. 2013-ban 12 175 550 külföldi turista látogatott Koreába, a legtöbben, mintegy 4,3 millióan kínaiak. Ezen kívül a legnagyobb létszámban japánok (2,7 millió) és amerikaiak (722 000) érkeztek. A külföldi turisták száma évről évre nagyobb, míg a 2000-es évek elején csupán ötmillió körül volt, 2011-re megduplázódott a számuk. Az országba érkező 12 millió külföldi közül 10 millióan Szöulba is ellátogattak, a kínai turisták 90%-a járt a városban. A növekedés nagyban köszönhető a koreai hullámnak, melynek keretében a koreai popzene és az ország televíziós sorozatai népszerűek lettek külföldön, főként az ázsiai országokban. A város számos televíziós sorozat helyszínéül szolgál, a sorozatok népszerűsége miatt a forgatási helyszínek is kedvelt turistacélpontokká válnak. 2019-re már 14 millióra nőtt a városba látogató turisták száma, amivel a világ hetedik leglátogatottabb városa lett.
A szöuli városvezetés felmérése szerint a külföldieknek eladott utazási csomagok nagyon hasonlóak minden országban, melyek fő programjai a paloták és egyéb népszerű történelmi helyek látogatása, vásárlás és koreai barbecue-éttermekben való étkezés. A városvezetés 2013-ban hitelesítési programot vezetett be, a város által kiadott igazolással rendelkező utazási csomagoknál meg kell felelni bizonyos színvonalnak – ezzel igyekeznek növelni a turisták elégedettségét. A felmérés szerint az ázsiai turisták által leginkább látogatott három helyszín a Kék Ház, a Kjongbokkung (Gyeongbokgung) palota és a Cshonggjecshon (Cheonggyecheon) patak. Ezeken felül népszerű turistahelyszínnek számítanak még a Han folyó menti parkok, a Namszan (Namsan) park, a Csongmjo (Jongmyo)-szentély, a fiatalok körében népszerű Tehangno (Daehangno) út, ahol bárok, kis színházak, szórakozóhelyek, kávézók találhatóak; Insza-tong (Insa-dong) és Mjong-tong (Myeong-dong) bevásárlónegyedek, a külföldiek lakta Ithevon (Itaewon), az N Seoul Tower kilátója, a Pukhanszan (Bukhansan) Nemzeti Park, a Lotte World és a piacok.
Szöultól nem messze, még a Szöuli Fővárosi Területen találhatóak olyan népszerű látványosságok, mint a Koreai Szabadtéri Néprajzi Múzeum, ahol a Csoszon (Joseon)-kori életbe lehet betekintést nyerni, az Everland élménypark vagy a Hvaszong (Hwaseong) erőd.

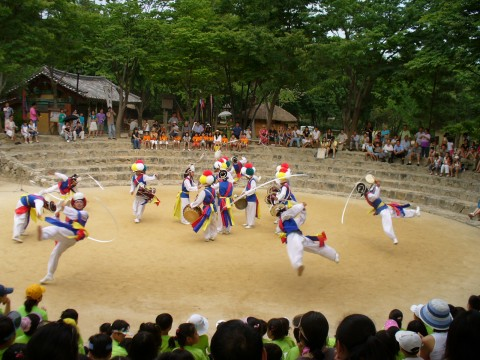
Koreai táncelőadás a Koreai Szabadtéri Néprajzi Múzeumban
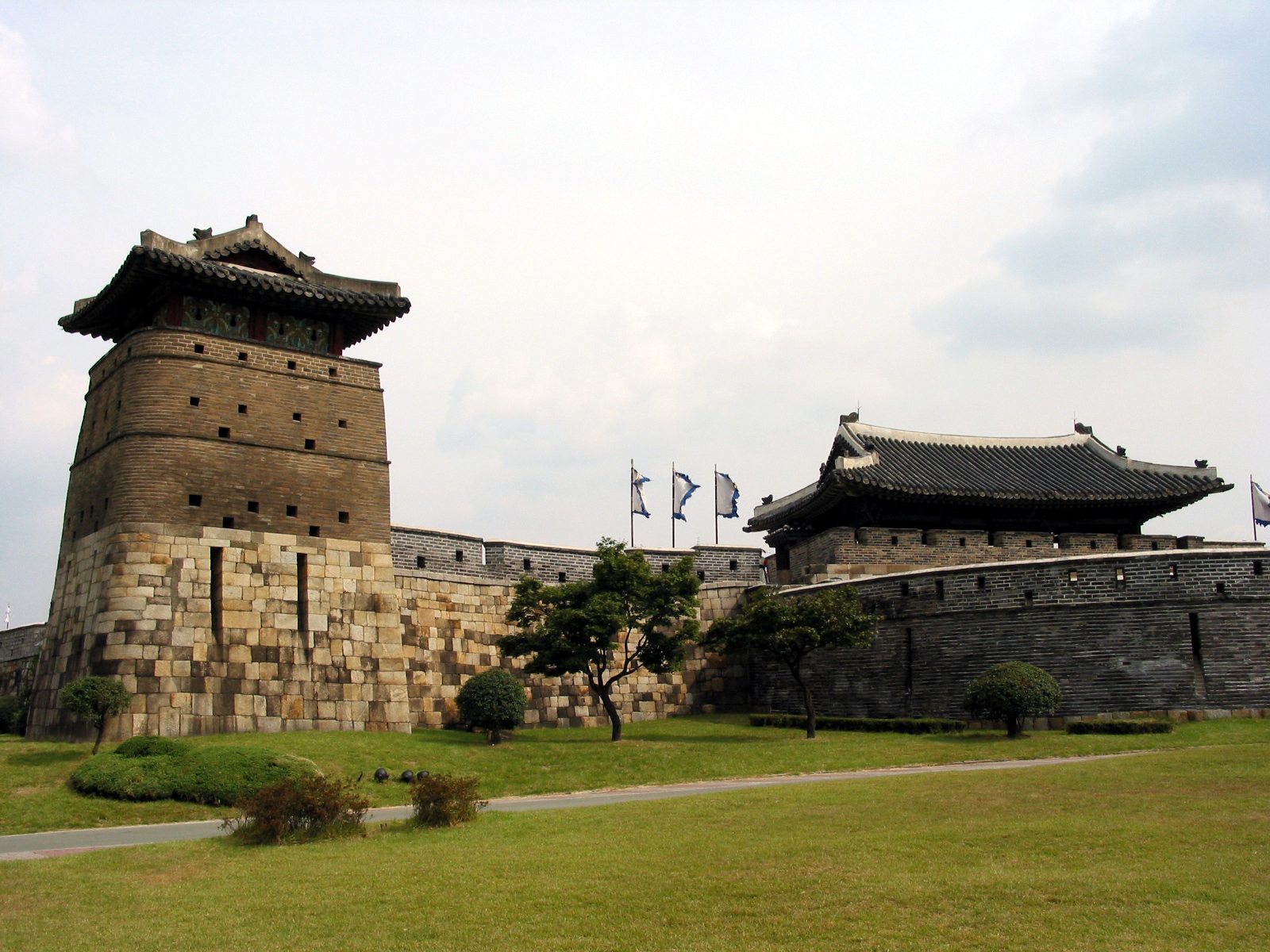
Hvaszong (Hwaseong)
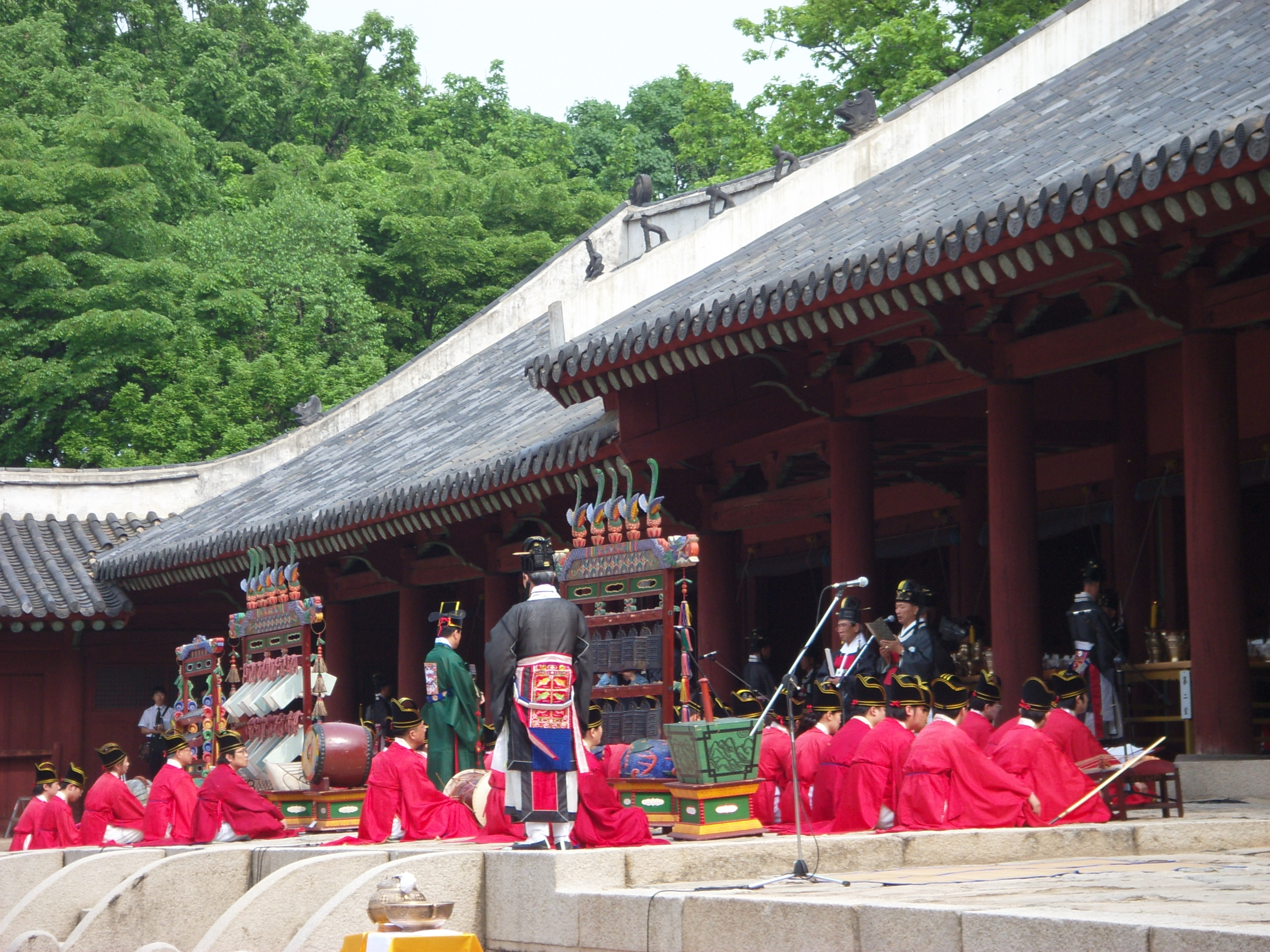
Rituáis zene- és táncelőadás a Csongmjo (Jongmyo)-szentélyben
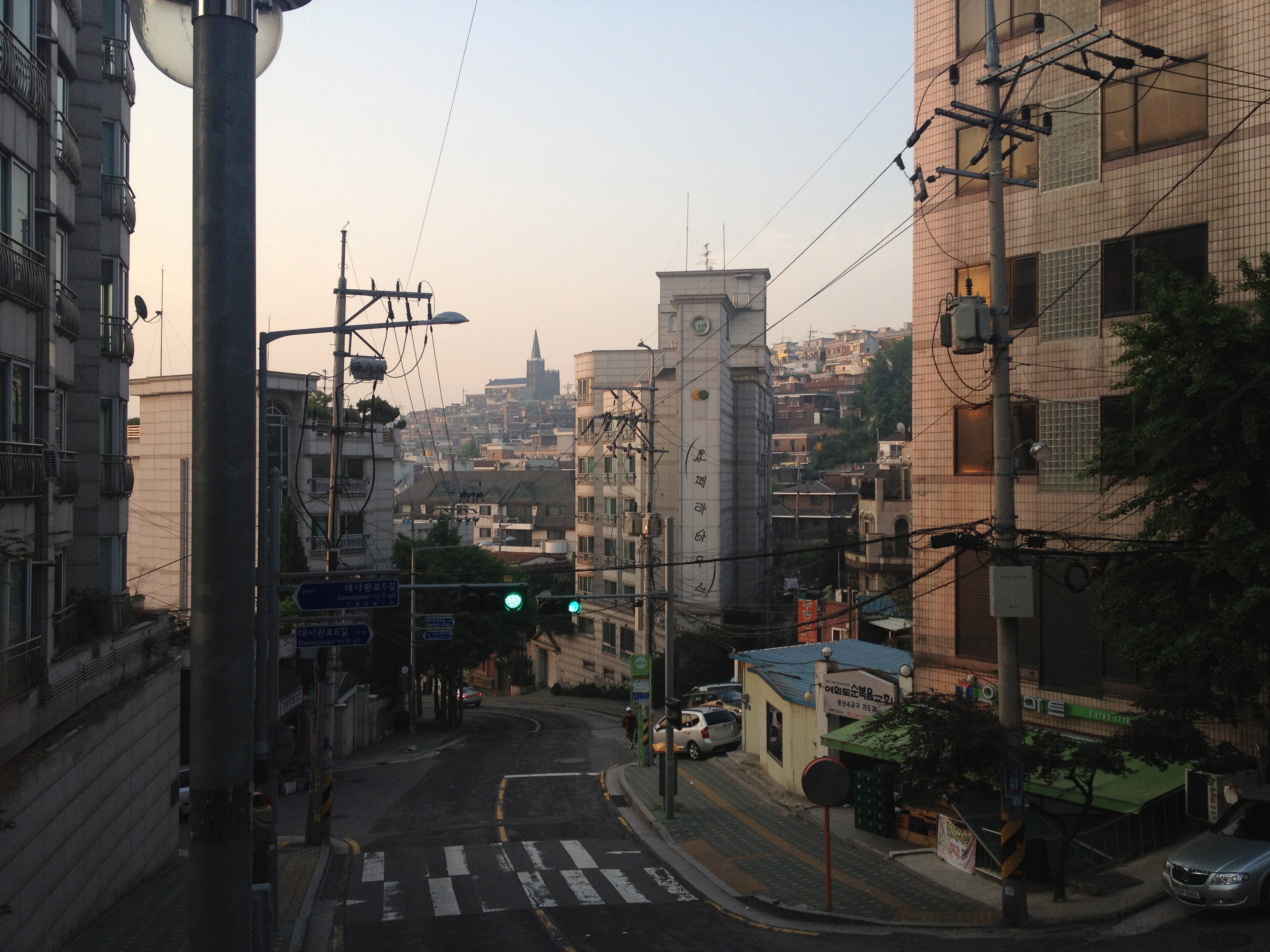
Ithevon (Itaewon)
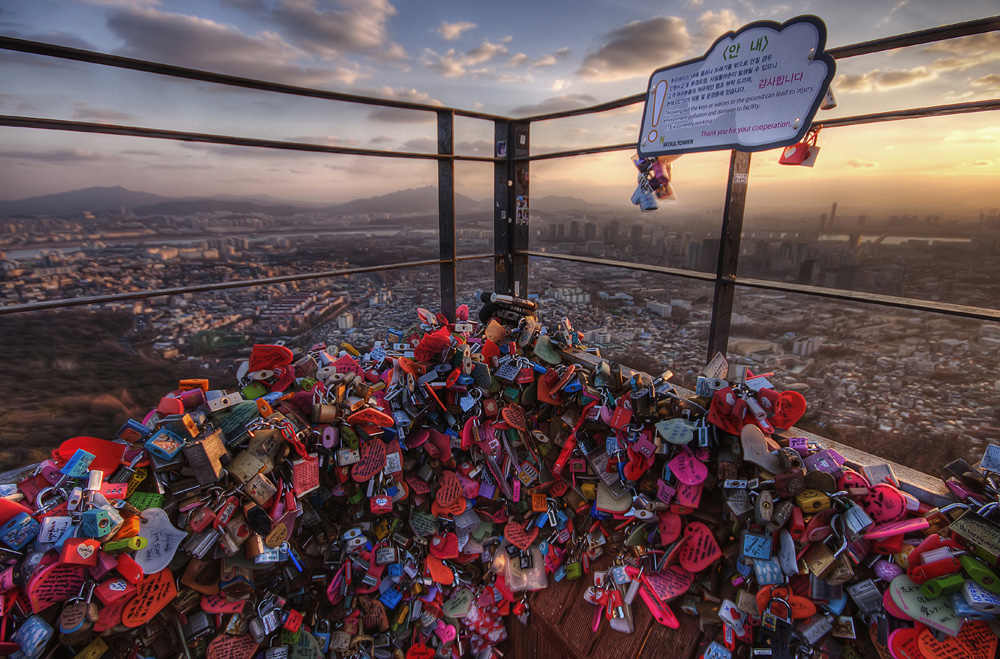
Szerelemlakatok az N Seoul Tower kilátójának korlátján
A namszan (namsan) parki libegő

## Sport

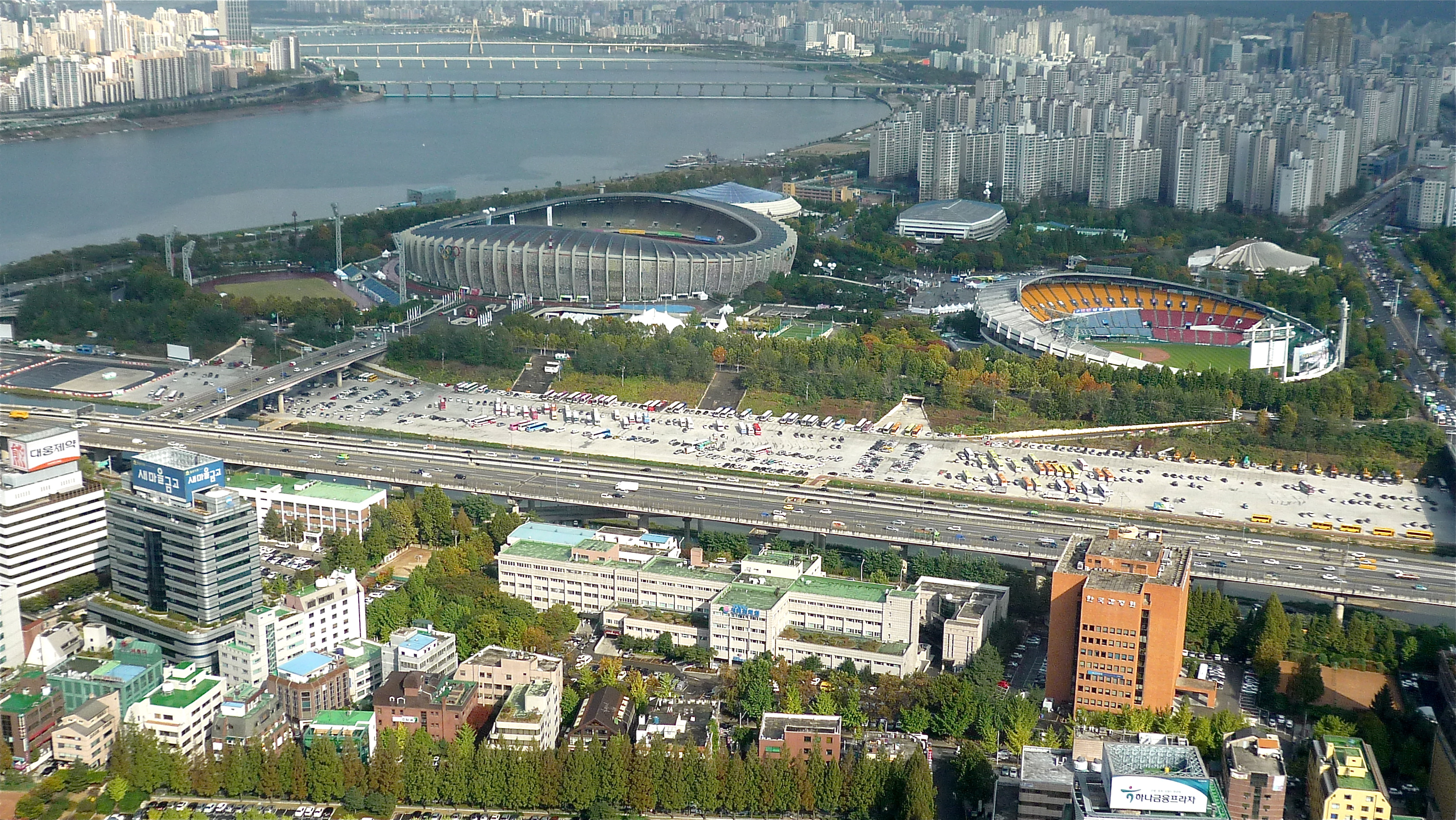
Az olimpiai stadionok környéke a COEX Towerből fényképezve

Szöulban 2013-ban több mint 10 000 sportcélú létesítmény volt, többek között: 87 sportkomplexum, 93 uszoda, 2418 tornaterem, 1494 golfpálya, több mint 4500 biliárdterem, 14 táncterem, 11 korcsolyapálya és 1 jachtkikötő. A közintézmények között szerepel három atlétikai pálya, 59 teniszpálya, 12 baseballpálya, 2357 sportcsarnok, 5 gateballpálya, 9 íjászpálya.
A Seoul World Cup Stadium a 2002-es labdarúgó-világbajnokság egyik helyszíne volt, emellett pedig a dél-koreai labdarúgó-válogatott hazai stadionja is egyben. A Csamsil (Jamsil) Sportkomplexum baseballstadionja az LG Twins és a Doosan Bears csapatok hazai pályája. A Mok-tong (Mok-dong) Stadion sportrendezvények mellett a helyi lakosok sportolási igényeit is kiszolgálja. Az 1988-ban rendezett nyári olimpia helyszínei az Olimpiai parkban találhatóak, itt kapott helyet az ország legnagyobb stadionja, az Olimpiai Stadion.
A városnak több labdarúgó-csapata is van, a dél-koreai labdarúgó-bajnokságban, a K League-ben egy szerepel, az FC Szöul az első osztályban. A Seoul E-Land FC 2015-től vesz részt a másodosztályban.

## Nemzetközi kapcsolatok
Testvérvárosok
| - Tajpej, Tajvan, 1968. március 23. - Ankara, Törökország, 1971. augusztus 23. - Honolulu, USA, 1973. október 22. - San Francisco, USA, 1976. május 18. - São Paulo, Brazília, 1977. április 20. - Bogotá, Kolumbia, 1982. június 14. - Jakarta, Indonézia, 1984. július 25. - Tokió, Japán, 1988. szeptember 3. | - Moszkva, Oroszország, 1991. július 13. - Új-Dél-Wales, Ausztrália, 1991. november 8. - Párizs, Franciaország, 1991. november 12. - Mexikóváros, Mexikó, 1992. október 5. - Peking, Kína, 1993. október 23. - Ulánbátor, Mongólia, 1995. október 6. - Hanoi, Vietnám, 1996. május 1. - Varsó, Lengyelország, 1996. június 20. | - Kairó, Egyiptom, 1997. április 27. - Róma, Olaszország, 2000. március 18. - Asztana, Kazahsztán, 2004. november 6. - Washington, USA, 2006. március 13. - Athén, Görögország, 2006. március 15. - Bangkok, Thaiföld, 2006. június 16. - Taskent, Üzbegisztán, 2010. július 2. |

Partnervárosok
| - Ottawa, Kanada, 1997. január 10. - Berlin, Németország, 1997. április 23. - Amszterdam, Hollandia, 1999. március 15. - Budapest, Magyarország, 2005. július 14. - Isztambul, Törökország, 2005. augusztus 24. - Los Angeles, USA, 2006. október 16. - Milánó, Olaszország, 2007. február 1. | - Minszk, Fehéroroszország, 2008. július 8. - Sicsiacsuang (Shijiazhuang), Kína, 2008. július 19. - Kanton, Kína, 2008. július 22. - Csiangszu (Jiangsu), Kína, 2008. július 21. - Csöcsiang (Zhejiang), Kína, 2009. április 10. - Sencsen (Shenzhen), Kína, 2009. április 12. - Addisz-Abeba, Etiópia, 2010. szeptember 29. | - Hokkaidó, Japán, 2010. október 15. - Maputo, Mozambik, 2011. június 13. - Bukarest, Románia, 2012. május 9. - Buenos Aires, Argentína, 2012. június 25. - Barcelona, Spanyolország, 2012. november 13. |

## Fordítás
- Ez a szócikk részben vagy egészben  a   Seoul című angol Wikipédia-szócikk fordításán alapul.  Az eredeti cikk szerkesztőit annak laptörténete sorolja fel. Ez a jelzés csupán a megfogalmazás eredetét és a szerzői jogokat jelzi, nem szolgál a cikkben szereplő információk forrásmegjelöléseként.